# Haro
Haro es una ciudad y municipio español, situado al noroeste de la comunidad autónoma de La Rioja, de cuya comarca homónima es cabecera así como también es la localidad más importante de la Rioja Alta. Linda con la provincia de Burgos por los montes Obarenes al norte y con Álava por el Ebro al este. Su población asciende a 11 763 habitantes según el censo del INE de 2023.
Su actividad económica se centra principalmente en la viticultura y la elaboración de vinos de calidad dentro de la Denominación de Origen Calificada Rioja, por lo que además las bodegas son uno de sus principales atractivos turísticos. recibiendo anualmente a miles de visitantes. Cuenta además con un importante patrimonio arquitectónico y urbanístico, en el que sobresale la portada principal de la iglesia de Santo Tomás, obra de Felipe Vigarny, sus numerosos palacios y el casco antiguo, declarado conjunto histórico-artístico en 1975.
Destaca su tradicional batalla del Vino, Fiesta de Interés Turístico Nacional; la tercera procesión de faroles más antigua de España; y una de las siete poblaciones que, sin ser capital de provincia, tuvieron una sucursal del Banco de España.

## Toponimia
Haro, ciudad riojana situada en un altozano en las cuencas del río Tirón y del Ebro, posee aguas medicinales. Su nombre es sin duda resultado fonético (pérdida de /f/ en posición inicial) del latín faru, faro, aquí en el sentido de almenara, atalaya probablemente en sentido técnico militar. Véase también Alfaro en la misma Rioja con conservación de /f/. Compárese también Gibralfaro. Véase para este Gibraltar.

### Gentilicio
Los habitantes de Haro cuentan con dos gentilicios. Uno regular harenses y otro irregular jarreros. Este último sería un mote puesto por quienes visitaban Haro (en los siglos XVIII o XIX), ya que les chocaba ver pasar a mucha gente con un jarro picudo (conocido como jarrera o medidora de vino) en la mano, para ir a proveerse de vino a los distribuidores que vendían el contenido de sus cubas al jarrillo o a granel.

## Símbolos

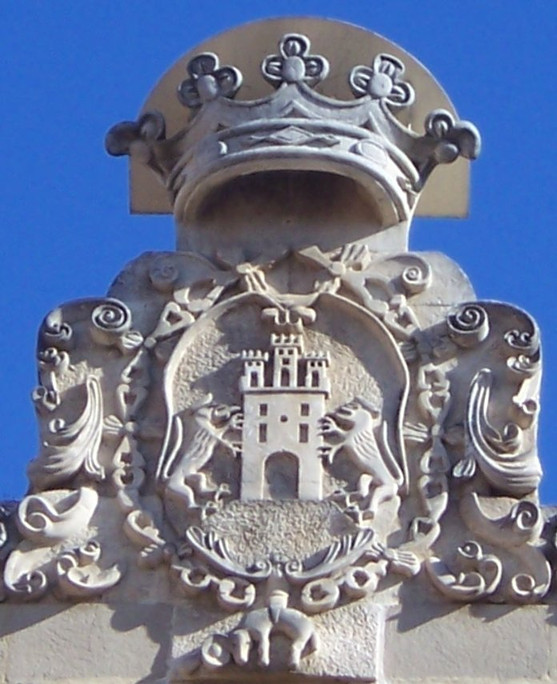
Escudo sobre el ayuntamiento

### Heráldica y vexilología
El escudo de Haro está compuesto en su parte central por un castillo almenado sobre gules, mazonado y con puertas y ventanas. A ambos lados de este, leones rampantes de gran tamaño. El escudo va cubierto en la parte superior por una corona ducal y en la parte inferior con la orla del Toisón de Oro. La bandera o pendón, está formada por fondo de color rojo burdeos con el escudo de la ciudad en el centro. El color rojo aparece en muchas de las banderas de localidades que pertenecieron a la Corona de Castilla, como las de Alfaro, Santo Domingo de la Calzada y Cenicero además del propio Haro en La Rioja o fuera de ella las de la propia provincia de Álava o las de los municipios vizcaínos de Sestao, Bermeo, Carranza y Ermua o las burgalesas Miranda de Ebro o Belorado, entre otras. La primera referencia escrita a la bandera de Haro se remonta al siglo XVII en un texto que trata sobre la romería de San Felices. Aunque esta referencia no describe cual era el color de la bandera, si existe otra del año 1820 que la define de color rojo carmesí en lugar de burdeos. Una bandera del año 1789 que se conserva en las dependencias del ayuntamiento de la localidad es de este color. Por su parte el escudo de la localidad que se presenta en las banderas antiguas documentadas es de mazonado y aclarado de azur, de gules, con castillo de oro, acompañado de dos leones rampantes de oro, sobre un terrasado de sinople; tiene una corona ducal y orlado de toisón de oro. También en el archivo municipal se conserva un estandarte de la localidad de damasco bordado de color blanco y con una rica decoración con motivos vegetales y religiosos, fechado en 1789.

### Himno
El himno oficial de Haro se llama Castrum Bilibium o Haro la Vieja. Fue compuesto por Eliseo Pinedo López (sección de estrofa) y Miguel de la Fuente Álvarez (sección de estribillo), con letra de Enrique Hermosilla Diez y José Fernández Ollero. Su estreno se produjo el 7 de septiembre de 1942. En la sesión celebrada en el ayuntamiento el 6 de noviembre del mismo año a propuesta del alcalde Victoriano Prieto Vicario fue acogida oficialmente.
El 29 de marzo de 1988 la corporación acordó a propuesta del alcalde Patricio Capellán Hervías que fuese el himno oficial de la ciudad, debiendo ser interpretado con el consentimiento, amor y respeto de todos los harenses.

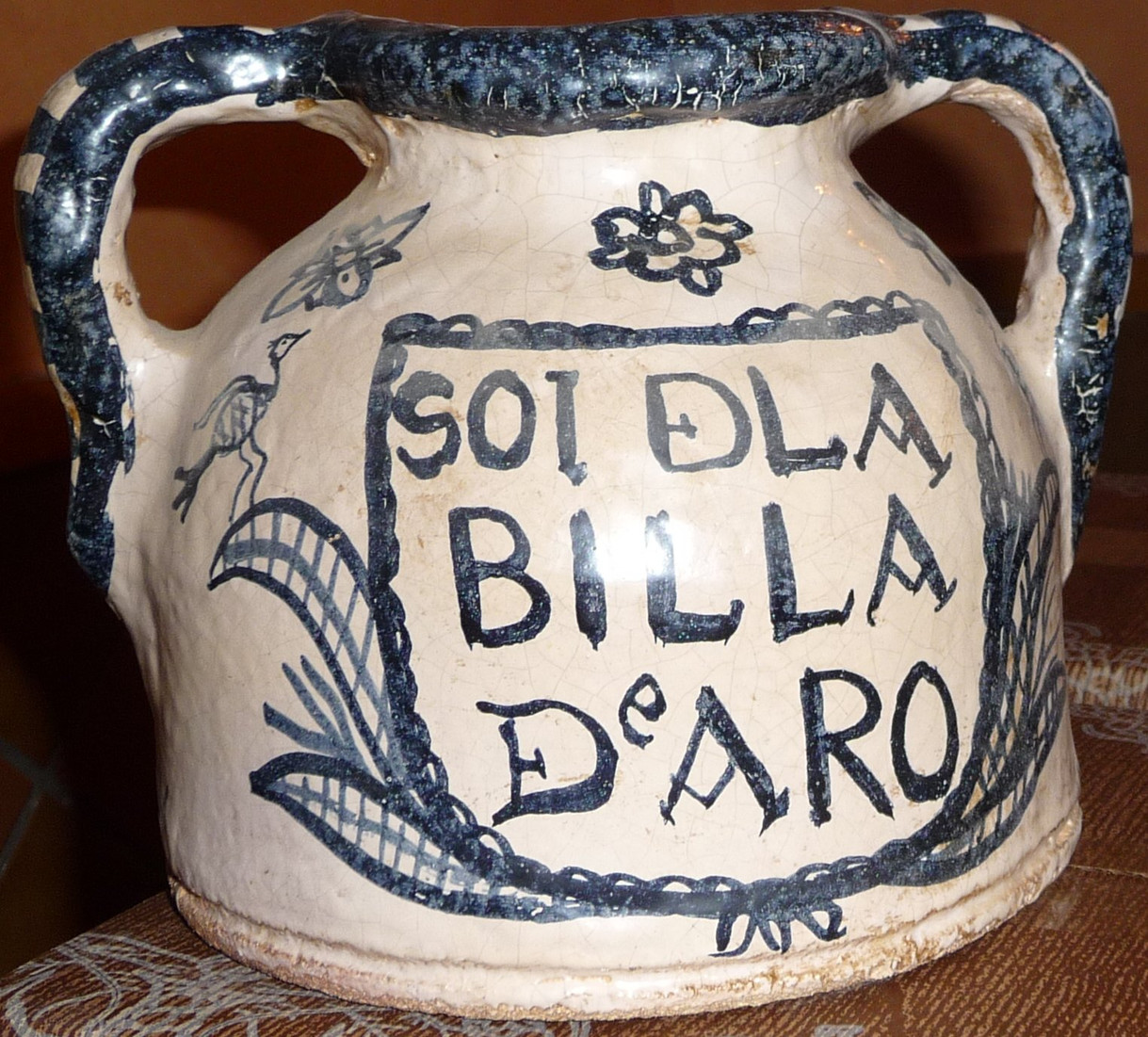
El jarro típico con el lema SOI ÐLA BILLA Ð^{e} ARO

### El jarro
El jarro de Haro, institucionalizado en la década de 1980 por el alcalde Miguel Rojas para ser entregado como galardón de la ciudad, tendría su origen, según el alcalde José Fernández Ollero, en las votaciones de los alcaldes de barrio que existían en la villa y la elección de los mismos. Para ello se metían en el jarro unas bolsas de barro cocido perforadas y dentro de éstas la papeleta con el voto. Este particular jarro estuvo en desuso durante años hasta que el 24 de octubre de 1914, el mencionado José Fernández, investigando en los archivos municipales lo halló casualmente. Lo comunicó al concejo y acordaron que se instalase en el despacho del alcalde donde sigue exhibiéndose.

### Frases populares o lemas
- Haro, París y Londres: popularizado por la llegada de la luz eléctrica a las calles de la ciudad poco después de que en París y en Londres se instalaran las primeras lámparas eléctricas. Se le atribuye a Felipe Etcheverría, dueño de una importante industria de curtidos en Haro.[18]
- Ya estamos en Haro que se ven las luces: era la frase que decían los viajeros del tren que venían de Miranda o Logroño al pasar por Haro. Fue incluida en la composición del himno de la ciudad.
- Haro, costa del vino: fue el lema de una campaña publicitaria realizada por el ayuntamiento coincidiendo con el apogeo del veraneo en el levante español.[18]
- Haro, Capital del Rioja: este lema que juega con la capitalidad del vino de Rioja, ha suscitado controversias frente a Logroño, debido a que el 22 de octubre de 2004 tramitaron el registro del lema Logroño, Capital del Rioja en la Oficina Española de Patentes y Marcas a través de la Fundación Logroño Turismo, aunque en diferentes medios se mencionaba con anterioridad a Haro como capital del Rioja,[19] debido a la labor realizada por sus numerosas bodegas a principios de siglo XX, para mejorar las técnicas de producción de vinos y la importancia de sus exportaciones para popularizar lo que posteriormente conformaría la denominación de origen. Tras diversos litigios entre ambos ayuntamientos se intentó la cesión del eslogan sin llegar a oficializarse,[20] aunque el ayuntamiento de Haro usa el lema desde 2005 en todas sus campañas de promoción turística (Ej. FITUR), e incluso aparece en un mural de 300 m en la calle Palomar diseñado por la empresa Santiago Alegría e inaugurado en julio de 2010.[21]
- ¿Vino a Haro?: ¡Vino de Haro!: Este lema procede de un cartel expuesto en el bar Los Caños de Haro.

## Geografía
Integrado en la comarca de Rioja Alta, se sitúa a 48 kilómetros de Logroño. El término municipal está atravesado por la Autopista Vasco-Aragonesa (AP-68) y por las carreteras nacionales N-124 (Gimileo-Arminón) y N-126 (AP-68-Casalarreina), además de por un pequeño tramo de la carretera nacional N-232 (pK 450), por las carreteras autonómicas LR-202, que conecta con Anguciana, y LR-203, que se dirige a Zarratón, y por carreteras locales que permiten la comunicación con Labastida y Villalba de Rioja. 
| Noroeste: Villalba de Rioja | Norte: Miranda de Ebro (Burgos) y Labastida (Álava) | Nordeste: Labastida (Álava) y Briñas |
| Oeste: Cihuri y Anguciana   |                                                     | Este: Labastida (Álava)              |
| Suroeste: Casalarreina      | Sur: Zarratón y Rodezno                             | Sureste: Gimileo y Ollauri           |

### Despoblados
Forma parte del municipio los despoblados de:
- Dondon.[22]
- San Felices.

### Hidrografía
Por el municipio transcurren el río Ebro y el río Oja-Tirón. El Ebro entra por el norte, proveniente de Miranda de Ebro, por la zona de las Conchas de Haro, donde separa los Montes Obarenes de la sierra de Cantabria. Continúa dibujando amplios meandros, haciendo de límite con Labastida y Briñas, y saliendo por el sur en dirección a Gimileo. El río Oja-Tirón entra por el oeste procedente de Anguciana; en la presa de Arrauri se canalizan parte de sus aguas (cauce de Arrauri) para conducirlas hasta la central hidroeléctrica de San José, devolviéndolas de nuevo al cauce del río que termina desembocando en el Ebro cerca del barrio de las bodegas en la denominada boca del Ebro. Por una donación de 1421 se sabe que en esa fecha ya existía el cauce de Arrauri, que probablemente se usaba ya entonces para mover molinos.
La abundancia de agua crea un paisaje de sotos y choperas, que proporciona tierras de regadío para cultivos hortofrutícolas. Los suelos de la zona están formados principalmente por calizas del Cretácico Superior. Su permeabilidad forma acuíferos recargados por la infiltración de las precipitaciones.

### Orografía

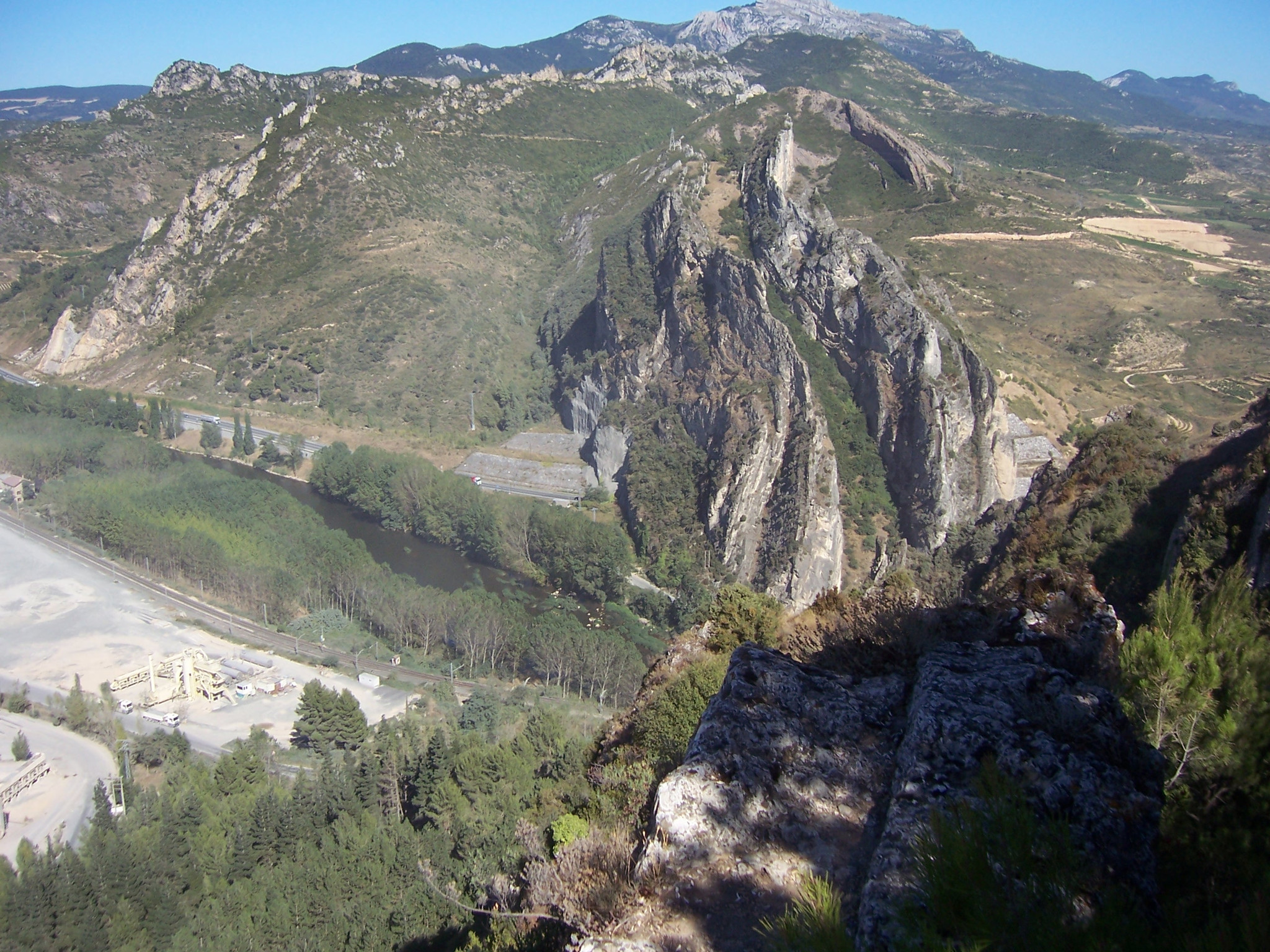
Vista de las Conchas de Haro desde los Riscos de Bilibio. Entrada del Ebro en La Rioja

El núcleo principal de población se encuentra rodeado por tres cerros: cerro de la Mota o el Castillo, también llamado Atalaya, cerro de Santa Lucía, en el que se sitúan los depósitos del agua, aprovechando que se encuentra por encima del resto de la ciudad, y el cerro de Santo Domingo. Durante siglos, la población ha permanecido situada entre estos cerros, debido a este estrangulamiento natural, expandiéndose a finales del siglo XX por los llanos existentes en dirección a Gimileo.
El relieve es montañoso al norte, donde el Ebro se encaja en las Conchas de Haro, y predominantemente llano en el centro y en el sur. La altitud oscila entre los 782 metros al noroeste, ya en los Montes Obarenes, y los 435 metros a orillas del Ebro. La ciudad se alza a 479 metros sobre el nivel del mar. 

### Clima
El alejamiento de las influencias mediterráneas, la cercanía al Cantábrico, así como la proximidad a dos sistemas montañosos y a dos cursos fluviales determinan las condiciones climáticas. La temperatura media anual es de 12,6 °C, siendo enero el mes más frío con temperaturas medias en torno a 5 °C y el más caluroso agosto con 20,6 °C de media. Recoge 504 mm de precipitación total anual, siendo mayo el mes más lluvioso con 58 mm. Al anochecer es común que aparezcan vientos de componente norte, el cierzo del río Oja-Tirón. En otras ocasiones solanazo del este, regañón del noroeste, ábrego del suroeste y siroco del sureste. En invierno son muy habituales las nieblas, causadas por la acumulación de aire frío en el valle con clima calmado, acompañado de aire caliente que pasa sobre los Montes Obarenes, lo que provoca que el aire del valle se condense pudiendo durar la niebla varios días si se mantienen esas condiciones.

### Flora y fauna
La ribera del Ebro a su paso por Haro está cubierta por un bosque galería repleto de chopos y otras especies de ribera, donde habita el visón europeo actualmente en peligro de extinción. Ésta ha sido incluida dentro de la iniciativa Red Natura 2000 del gobierno de La Rioja, para que sea considerada Lugar de Interés Comunitario. En el río Oja-Tirón habitan principalmente truchas, barbos, loinas y carpas. En los Riscos de Bilibio habitan rapaces y en sus alrededores perdices y codornices.
En el municipio se encuentran dos grupos de árboles catalogados como árboles singulares de La Rioja. Seis álamos blancos en el parque Rodríguez de La Fuente y tres secuoyas en Bodegas Bilbaínas por su tamaño y belleza.

## Historia

### Edad Antigua

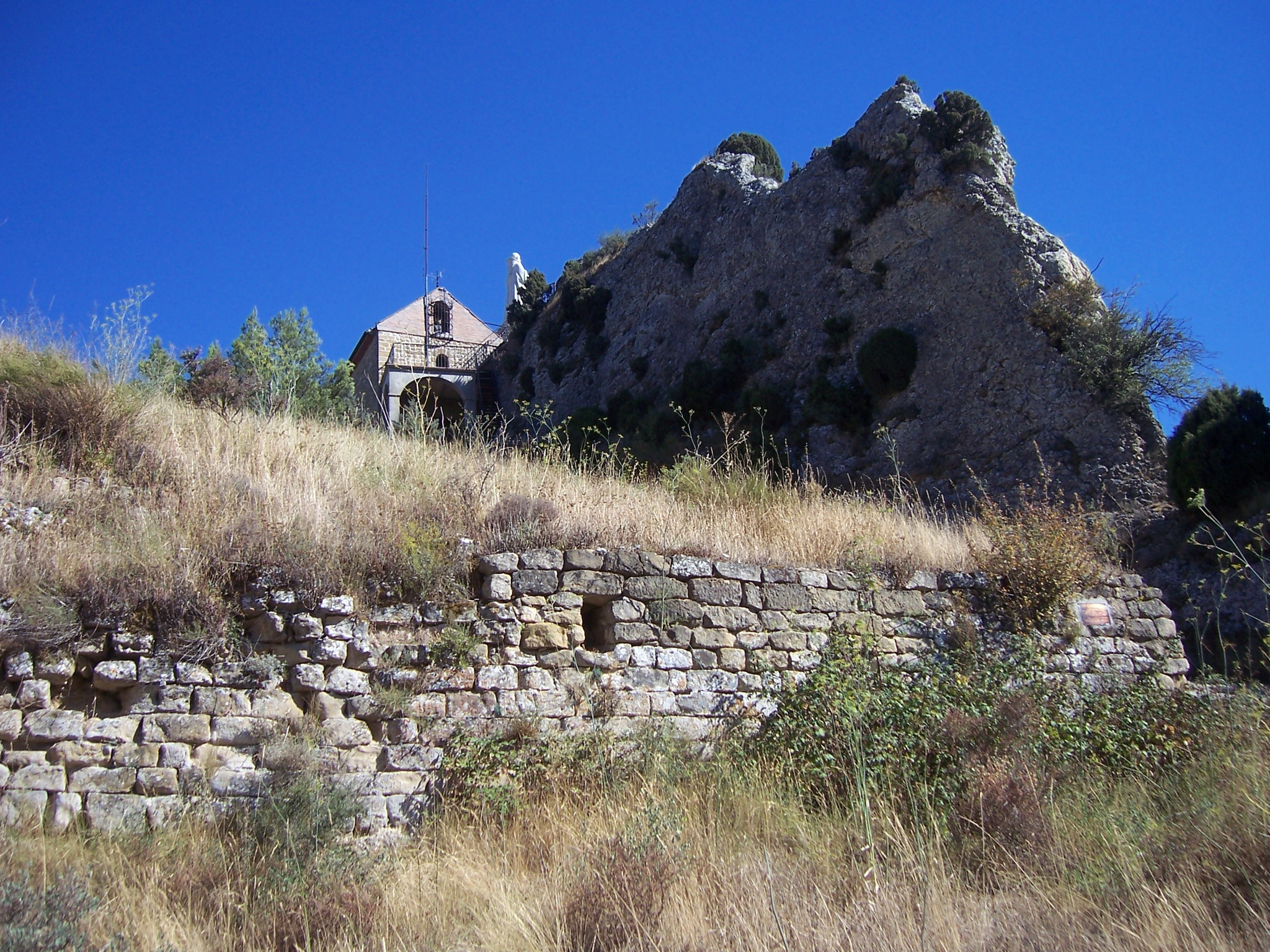
Muralla del antiguo castillo de Bilibio. Al fondo, la ermita de San Felices

Hay varias teorías sobre la fundación de Haro, tomándose como la más realista la de Domingo Hergueta, quien argumentaba sobre la existencia de un villorrio que cuidaba el faro del cerro de la Mota que alumbraba la desembocadura del río Oja-Tirón en el Ebro, ya que esta zona era navegable. La villa recibiría el nombre de dicho faro, que evolucionaría, como el castellano, transformándose en Haro. La zona estuvo poblada por Berones. Durante la Hispania Romana en los riscos de Bilibio se construyó un castro de defensa que era denominado Castrum Bilibium.

### Edad Media
La primera alusión a Haro data de 1040, en un documento del rey navarro García Sánchez III de Pamplona el de Nájera en el que donaba a su esposa Estefanía, mediante la carta de arras, Bilibium cum Faro. De 1063 es el primer documento donde se cita la presencia de judíos en la villa. Pertenece a una donación de Sancho Garcés IV de Pamplona al obispo de Álava don Nuño, en la que le entregaba la heredad del judío Marlahim, situada en el término del Viano.
La villa fue donada por Alfonso VI de León a Diego López I de Haro, señor de Vizcaya desde 1093, reafirmando su posesión Urraca I de León hija de Alfonso VI por la ayuda que prestó este en las luchas contra su exmarido el rey aragonés Alfonso I de Aragón sobre el año 1110. Alfonso VIII concedió fuero a Haro, el 15 de mayo de 1187, conseguido por mediación de Diego López II de Haro, y que sería confirmado en 1254 por Alfonso X el Sabio. Alfonso VIII también concedió un fuero específico a los numerosos judíos de la aljama jarrera. En 1288 el Castillo de Haro es asaltado, saqueado y destruido por Sancho IV el Bravo. Poco después rebautizó la villa como Villabona y convocó las Cortes.
El 6 de agosto de 1358 se reúnen en Haro la junta de los principales pueblos próximos: Vitoria, Logroño, Nájera, Santo Domingo de la Calzada, Miranda de Ebro, Treviño, Briones, Davalillo, Labastida, Salinillas de Buradón, Portillo, Salinas de Añana, La Puebla de Arganzón, Peñacerrada y Santa Cruz de Campezo, para unirse y auxiliarse contra los malhechores o poderosos, formando las Ordenanzas.

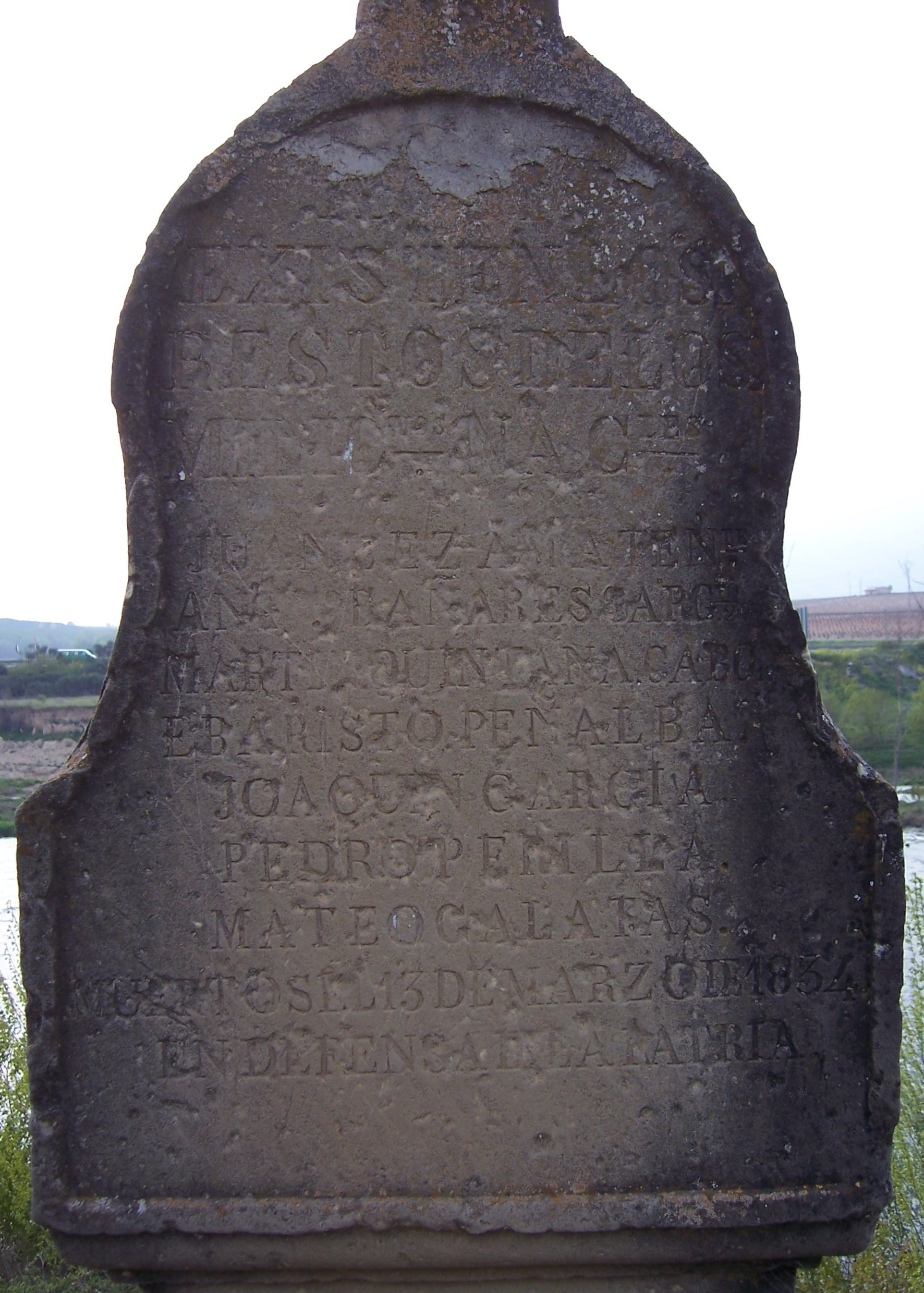
Cenotafio en recuerdo de los liberales muertos durante la primera guerra carlista. Situado en la margen derecha del Ebro junto al puente de Briñas.

En los siglos XIV y XV, la villa pasó a poder de los Trastámara y posteriormente a Navarra, hasta que en 1430, Juan II de Castilla lo donó a Don Pedro Fernández de Velasco, con el título de conde de Haro, por la ayuda recibida en su lucha contra Juan II de Aragón. Los Fernández de Velasco mantuvieron el señorío de la villa hasta la abolición de los señoríos y mayorazgos por las Cortes de Cádiz en el año 1811.

#### Castillo de la Mota
Construido antes del siglo XIII. De él no existe hoy resto alguno conocido. Era propiedad del rey. Se encontraba en el cerro de la Mota, también conocido como Atalaya. Su mantenimiento y defensa eran responsabilidad de la población judía, según se desprende del fuero que Alfonso VIII de Castilla otorgó a los judíos en la segunda mitad del siglo XIII.
En 1288 después de que Lope Díaz III de Haro fuera asesinado por Sancho IV Castilla, los leales a Lope y la población, se hicieron fuerte en el Castillo. Sancho IV tomó el Arrabal y rebautizó la población como Villabona. Convocó cortes en el solar que hasta entonces había pertenecido a los Haro e hizo desaparecer el topónimo de Haro de numerosas leyes y privilegios. El sitio del Castillo duró más de dos meses, tras el cual los partidarios del rey aplastaron la villa, derrumbaron las murallas y saquearon la población. Hubo muchas víctimas judías, siendo además estos los más castigados tras la contienda (perdiendo privilegios y propiedades) por haber defendido el castillo y ser fieles colaboradores de los Haro.

### Edad Moderna
En 1520 el pueblo se levanta por primera vez contra los privilegios del conde de Haro y los abusos de los comerciantes flamencos de Carlos I.
En el año 1672 se publica el libro titulado Parte del Atlas Mayor o Geographia Blaviana Que contiene las Cartas y Descripciones de Españas donde se dedica un apartado entero a La Rioja, que lleva su nombre como título y en el cual se realiza una breve descripción sobre ella. Posteriormente pasa a explicar cuales son, según el propio libro indica, las ciudades más importantes de la región. Tras describirse las localidades riojanas de Calahorra, Santo Domingo de la Calzada, Logroño y Arnedo se hace lo mismo con la ciudad de Haro que tal y como señala el texto contaba entonces con seiscientas casas, tres parroquias y un convento de frailes.
En 1710, la ciudad juró fidelidad y obediencia al primer rey español de la casa Borbón Felipe V de España, en plena Guerra de Sucesión entre Austrias y Borbones, y prestó refugio a la futura reina doña María Luisa Gabriela de Saboya, junto a su hijo de tres años Luis, príncipe de Asturias, en la casa de la familia Salazar. Por aquella gesta, los Salazar conservan un retrato del niño Luis y privilegios heráldicos. El nuevo rey, Felipe V, correspondió a la hazaña de Haro y la tituló Muy Noble y Muy Leal.
En 1790 Haro fue uno de los municipios fundadores de la Real Sociedad Económica de La Rioja, la cual era una de las sociedades de amigos del país fundadas en el siglo XVIII conforme a los ideales de la ilustración.

### Edad Contemporánea
En 1808, habiendo establecido las tropas napoleónicas cuartel en la ciudad, esta será de las primeras poblaciones españolas en adaptarse al modelo administrativo del reinado de José Bonaparte. 
El 13 de marzo de 1834 durante la primera guerra carlista, comenzaban a combatir cerca del Monasterio de Herrera carlistas, al mando de Basilio García, contra liberales. Los liberales corrieron en su huida hasta el Ebro. Algunos se escondieron entre los trabajadores del campo, otros consiguieron cruzar el puente denominado de Briñas y los más desafortunados perecieron en la lucha en los alrededores de dicho puente. En su memoria se levantó un cenotafio en ese lugar. El 6 de septiembre de 1834 las tropas carlistas, tras asolar varias poblaciones de la sierra riojana intentaron entrar en Haro, siendo repelidos.
En 1887 Alejandro Lacalle comienza a publicar en Haro el periódico titulado El Postillon de La Rioja, también fundó el semanario titulado El Eco Riojano en el año 1900.
El 27 de octubre de 1891 la Reina Regente María Cristina otorga a la villa el reconocimiento de ciudad. El decreto fue logrado por los buenos oficios del senador vitalicio León López Francos, más conocido como marqués de Francos y en él se indicaban las razones que llevaban a ese reconocimiento «por el aumento de su población, desarrollo de su agricultura, industria y comercio, y su constante adhesión a la Monarquía Constitucional». Entre 1901 y 1902 la filoxera afectó a todos los viñedos de la ciudad, provocando la sustitución o la implantación de injertos con variedades de vid resistentes a la plaga.

#### Llegada de la electricidad

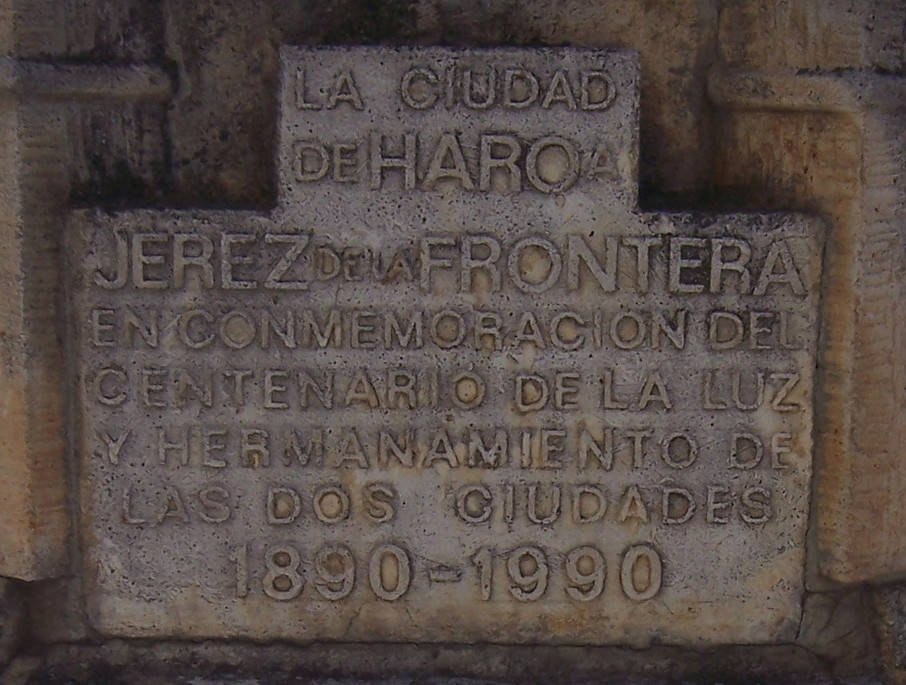
Placa de intento de hermanamiento con Jerez de la Frontera. Primer centenario de la instalación del alumbrado público por electricidad

Aunque durante tiempo se dio por bueno que Haro junto a Jerez de la Frontera fueron las primeras localidades españolas en contar con alumbrado público por electricidad (tanto que cuando se cumplía el primer centenario de la instalación, 1990, se intentó llevar a cabo un hermanamiento entre dichas ciudades para conmemorar tal hecho, aunque no se hizo efectivo), nuevos documentos demuestran que la instalación llevada a cabo en Haro se basaba en la experiencia previa de instalaciones en otras localidades, ya que durante la elaboración del proyecto se mencionaban las existentes en Bilbao o Pamplona. Si bien al ser algo novedoso llamó la atención a poblaciones cercanas y a los que pasaban por Haro en el ferrocarril, dando lugar a frases como «Ya estamos en Haro que se ven las luces» (incluido en el himno de la ciudad) o «Haro, París y Londres» y al tiempo, por falta de investigación precisa, llegó a presentarse por cierta esa aseveración.
Sobre la llegada de la luz, el 26 de agosto de 1887 se instaló en la fábrica de harinas y abonos La Minerva de Haro el alumbrado eléctrico mediante una máquina-dinamo marca Bleguet montada por la casa Corcho e Hijos de Santander, convirtiéndose en la primera fábrica de la provincia que había ensayado con fortuna el alumbrado eléctrico industrial mediante el sistema Austro-húngaro.
En 1888 el alumbrado de la villa mediante farolas de petróleo era deficiente, así que a primeros de enero de 1889 se presentó en el ayuntamiento un escrito referente a la instalación de alumbrado eléctrico y se creó una comisión para su estudio. El 31 de diciembre de ese año se presentaron las primeras bases para colocar el alumbrado público por medio de electricidad en la población.
El 26 de enero el alcalde Benito Francés dio lectura a las condiciones económicas para la subasta del alumbrado público por medio de electricidad, siendo aprobadas.
El 10 de marzo se dio cuenta de que la primera subasta para la instalación había quedado desierta. Volvió a presentarse a subasta el 15 de mayo mejorando la remuneración por el servicio y a esta solo se presentó Gonzalo Hernández Zubiaurre, con quien se formalizaría contrato el 23 de mayo. Deberían ser 8 los focos de arco voltaico de fuerza de 1000 bujías que alumbren toda la noche y 260 las lámparas incandescentes de 16 bujías. Los dinamos deberían ser de corriente continua.
La inauguración parcial del alumbrado se realizó el domingo 7 de septiembre de 1890 a las once y media de la noche en la plaza de la Paz, en el que se encendieron bombillas pero hubo problemas con los focos, que empezarían a funcionar días después. A finales de mes se produjo la primera instalación de luz en una casa particular, la del médico titular Antonio Ruiz Lapasapuente. La instalación completa del alumbrado según contrato se dio por finalizada al 1 de enero de 1891.

### Conde de Haro
En 1430 el rey Juan II de Castilla nombró a Pedro Fernández de Velasco primer conde de Haro durante las Cortes de Medina del Campo, por la ayuda que le había prestado en la lucha contra Juan II de Aragón. El título continuó transmitido entre sus descendientes primogénitos.
Diego Fernández de Velasco y su esposa Francisca Paula Benavides, fueron los últimos condes de Haro que tuvieron el señorío de la villa, debido a la abolición de los señoríos en 1811, el mismo año del fallecimiento de Diego. Sus sucesores hicieron reclamaciones para seguir manteniendo el título honorífico por razón de alcabalas. Todos sus poseedores fueron de la familia de los Velasco hasta 1986, cuando la rama principal de la familia quedó sin descendencia. Tras esto el título fue reclamado judicialmente por la Familia Escalona, consiguiendo Francisco de Borja Soto y Moreno-Santamaría sentencia favorable en 1999. Este es considerado el actual conde, si bien el título es meramente honorífico al no existir ya los antiguos señoríos.

## Administración y política
Desde comienzos del siglo XVI hasta el siglo XVIII, había dos alcaldes, uno del estado noble y otro del ordinario. Arturo Medrano Blanco fue alcalde durante el final del franquismo y la transición, desde el 13 de septiembre de 1973 hasta la constitución del primer ayuntamiento democrático el 19 de abril de 1979. El primer alcalde elegido por sufragio universal fue Francisco Mate Barrio.
En las elecciones municipales de 2007, se aumentó el número de escaños de 13 a 17, por el aumento de población. De ellos el Partido Popular obtuvo 10 y el PSOE 7, quedando el Partido Riojano y la coalición Izquierda Unida + Iniciativa Ciudadana + Los Verdes sin representación. Patricio Capellán Hervías conseguía mayoría absoluta tras diecinueve años como alcalde.
| Periodo   | Nombre                    | Partido | Partido                                  |
| --------- | ------------------------- | ------- | ---------------------------------------- |
| 1979-1980 | Francisco Mate Barrio     |         | Independiente                            |
| 1980-1987 | Miguel Rojas Castrillo    |         | Partido Socialista Obrero Español (PSOE) |
| 1987-2003 | Patricio Capellán Hervías |         | Partido Popular (PP)                     |
| 2003-2004 | Lydia Rojas Aguillo       |         | Partido Socialista Obrero Español (PSOE) |
| 2004-2015 | Patricio Capellán Hervías |         | Partido Popular (PP)                     |
| 2015-2023 | Laura Rivado Casas        |         | Partido Socialista Obrero Español (PSOE) |
| 2023-act. | Guadalupe Fernández Prado |         | Partido Popular (PP)                     |

Otra figura administrativa con mucho arraigo en la localidad es el procurador síndico, que era el encargado de los barrios externos y aldeas bajo la jurisdicción de Haro, como San Felices, Atamauri, Alviano. También se encargaba de los viajes, en ocasiones acompañado del alcalde. En 1888 este cargo aparece nombrado por primera vez como regidor síndico, que es el que se mantiene en el presente, aunque ahora el cargo es electo durante las fiestas, siendo el mandatario simbólico durante estas.
| Partido político                         | 2023  | 2023  | 2023       | 2019  | 2019  | 2019       | 2015  | 2015  | 2015       | 2011  | 2011  | 2011       | 2007  | 2007  | 2007       |
| Partido político                         | %     | Votos | Concejales | %     | Votos | Concejales | %     | Votos | Concejales | %     | Votos | Concejales | %     | Votos | Concejales |
| Partido Popular (PP)                     | 35,03 | 2050  | 7          | 33,90 | 1847  | 6          | 36,94 | 1947  | 7          | 52,35 | 2807  | 10         | 49,78 | 2822  | 10         |
| Partido Socialista Obrero Español (PSOE) | 27,67 | 1619  | 5          | 36,84 | 2007  | 7          | 23,60 | 1244  | 4          | 29,26 | 1569  | 5          | 38,26 | 2169  | 7          |
| Por La Rioja (PLRI)                      | 9,24  | 541   | 2          | —     | —     | —          | —     | —     | —          | —     | —     | —          | —     | —     | —          |
| Ciudadanos (CS)                          | 7,02  | 411   | 1          | 10,64 | 580   | 2          | —     | —     | —          | —     | —     | —          | —     | —     | —          |
| VINEA                                    | 6,16  | 361   | 1          | —     | —     | —          | —     | —     | —          | —     | —     | —          | —     | —     | —          |
| Vox                                      | 5,48  | 321   | 1          | —     | —     | —          | —     | —     | —          | —     | —     | —          | —     | —     | —          |
| Podemos-Equo-Ganemos                     | 4,39  | 257   | 0          | 5,34  | 291   | 1          | 15,99 | 843   | 3          | —     | —     | —          | —     | —     | —          |
| Partido Riojano (PR+)                    | 2,66  | 156   | 0          | 6,68  | 364   | 1          | 14,78 | 779   | 3          | 10,09 | 541   | 2          | 4,73  | 268   | 0          |

## Demografía
Haro cuenta con una población de 11 979 habitantes (INE 2024).
| Gráfica de evolución demográfica de Haro entre 1842 y 2021 |
| |
| Población de derecho según los censos de población del INE Población de hecho según los censos de población del INEEntre el censo de 1857 y el anterior, disminuye el término del municipio porque independiza a 26503 (Cuzcurritilla) |

| Núcleos     | Habitantes | Varones | Mujeres |
| ----------- | ---------- | ------- | ------- |
| Haro        | 11 408     | 5611    | 5797    |
| San Felices | 0          | 0       | 0       |

### Urbanismo
Los primeros pobladores se concentraron en la vertiente sur del cerro de la Mota, resguardándose del viento norte, formando el casco antiguo. A partir del siglo XIII se amplió la zona edificada a la media villa de San Agustín. En 1373 se fundaba el Convento de San Agustín, que con su cerrado, bloqueaba el acceso por el oeste. Un tiempo después el cerrado de la Magdalena provocaría la misma asfixia por el sur, imposibilitando el trazado normal de calles hacia Logroño.
En el siglo XVI se procuró dotar a la villa de los edificios públicos necesarios, construyendo en 1565 la Casa del Concejo, situando el mercado en la actual plaza de la cruz. Por un plano urbano de 1711 se sabe que en esa época se encontraban edificaciones en la plaza de la Cruz, calle de las Cuevas, primera parte de la calle la Ventilla, el barrio de San Bartolomé, los edificios de Olleros y Corrales (zona de Linares Rivas), los Arrabales, barrio de la puerta de la Villa y los barrios más alejados estaban tras las Ollerías antiguas. La plaza de la Paz se fue convirtiendo en el centro del comercio, arreglándose en 1726 su acceso con un ensanche desde la subida del río Oja-Tirón (actual calle de Navarra) y levantándose en ésta un nuevo ayuntamiento. Muchos edificios fueron renovados con nobles construcciones entre finales del siglo XVII y el siglo XVIII.
El número de habitantes siguió creciendo, pero la población se encontraba bloqueada entre los tres cerros y los dos cerrados, hasta que por la desamortización se pudo abrir la zona del convento de San Agustín, lo que posibilitó la expansión hacia el oeste. Los espacios se fueron llenando sin encontrar nuevas salidas, hasta que a finales del siglo XX se abrió una parte del cerrado de la Magdalena, construyéndose nuevas calles y se decidió derribar el antiguo campo de fútbol del Mazo y urbanizar todas sus traseras, provocando una gran expansión en pocos años. El cerrado de la Magdalena quedaría totalmente abierto el 5 de mayo de 2009 al abrirse una calle que lo conectaba con La Ventilla.

## Patrimonio

### Edificios y monumentos
El 10 de abril de 1975 se declara al casco antiguo conjunto histórico-artístico (Decreto 943/1975, de 10 de abril. B.O.E. nº 108 de 6-5-1975) En el centro de la ciudad destacan las numerosas edificaciones que cuentan con miradores blancos.

#### Ayuntamiento
El ayuntamiento de Haro se encuentra situado en la plaza de la Paz, n.º 1. Fue construido en el siglo XVIII en estilo neoclásico bajo la supervisión de Ventura Rodríguez. En 1768 José de Ituño realizó el estudio para su construcción. Sus paredes son de piedra de sillería. En lo alto de la pared frontal se encuentra el escudo de la ciudad, de estilo barroco y la inscripción: «REINANDO CARLOS III / AÑO DE MDCCLXIX». En octubre de 1857 se colocó un reloj en lo alto de la fachada principal.

#### Iglesia parroquial de Santo Tomás Apóstol

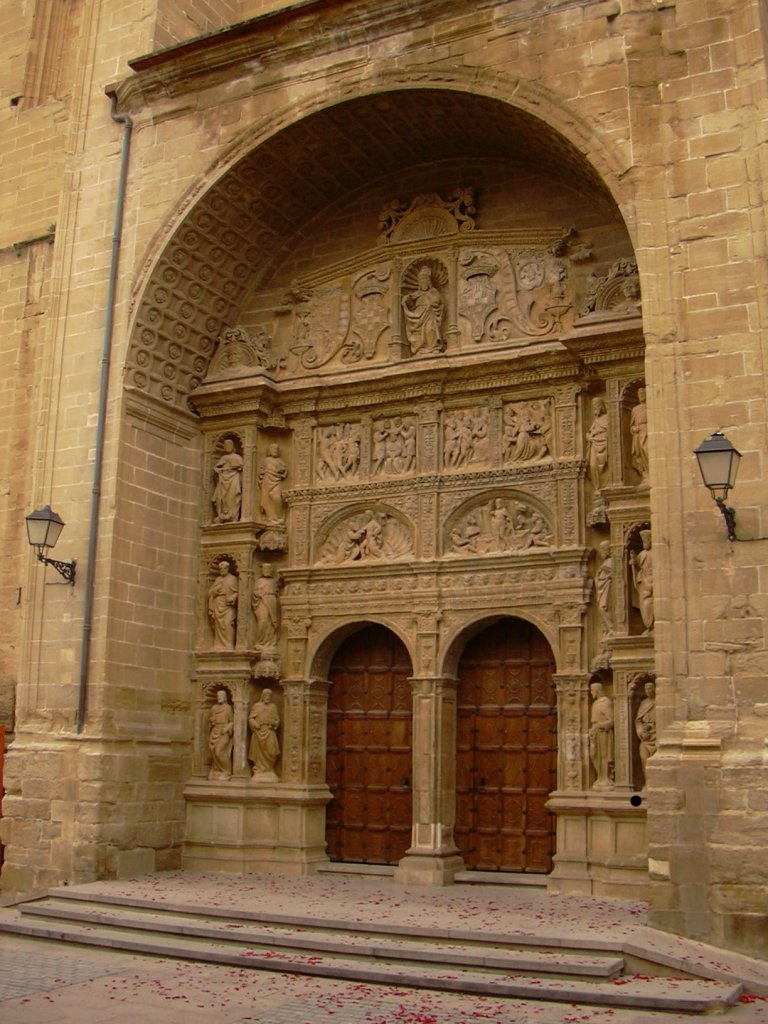
Portada plateresca de la iglesia de Santo Tomás, obra de Felipe Vigarny

La iglesia de Santo Tomás se sitúa a los pies del cerro de La Mota (también llamado La Atalaya), núcleo primitivo de Haro, construida bajo la protección de los Condestables de Castilla. Fue levantada sobre un edificio anterior, del que se conserva la portada principal, de estilo plateresco, obra de Felipe Bigarny, considerado uno de los más insignes escultores del renacimiento español, autor entre otras de la capilla de los condestables de la catedral de Burgos. Inició su construcción Juan de Rasines, continuando Pedro de Rasines y su hijo Rodrigo, finalizándose en el primer tercio del siglo XVII por Pedro de Origoitia y Andrés de Venea. Las obras del buque y torre duraron más de doscientos años (1512 - 1725).
El 3 de junio de 1931, el gobierno provisional de la segunda República la declaró Monumento Nacional (Declaración: 3-6-1931. Gaceta de Madrid de 4-6-1931). Destaca su torre, cuya estructura servirá de modelo para otras construidas en la zona, como la de la Concatedral de Santa María de la Redonda de Logroño en 1742; la de la iglesia de Nuestra Señora de la Asunción de Briones en 1750; o la de la Catedral de Santo Domingo de la Calzada en 1765.

#### Basílica de Nuestra Señora de la Vega

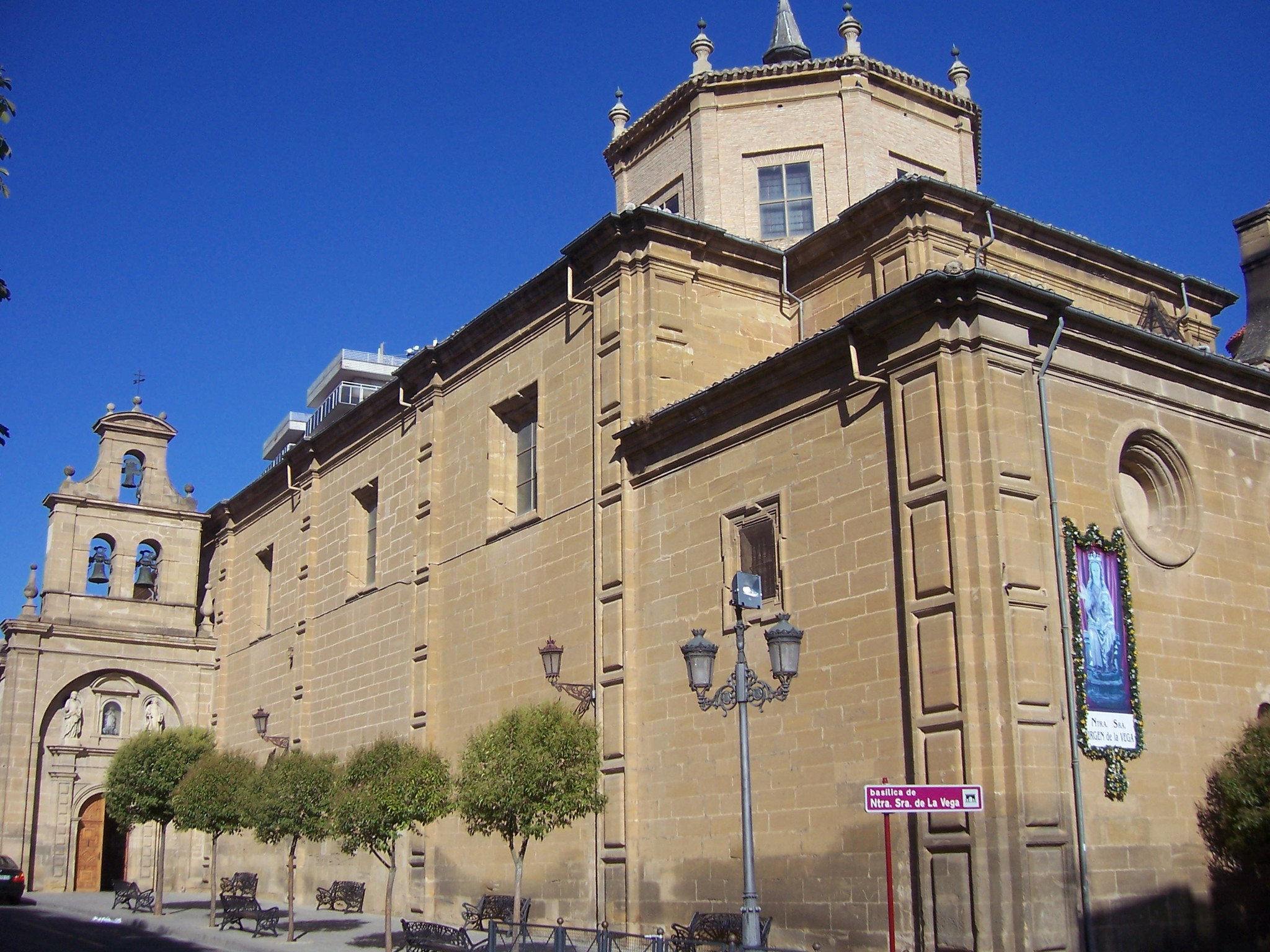
Basílica de Nuestra Señora de la Vega

La basílica de Nuestra Señora de la Vega, está situada en el paraje de la Vega. Se cree que fue construida en el siglo X, tras llegar a la ciudad la imagen de la Virgen de la Vega. El edificio de estilo barroco, es consecuencia de varias ampliaciones, siendo la última de 1703. Destaca el retablo barroco del altar mayor construido en 1740 por Santiago del Amo. La imagen de la Virgen de la Vega, de estilo gótico, está datada en el siglo XIV.

#### Ermita de San Felices de Bilibio

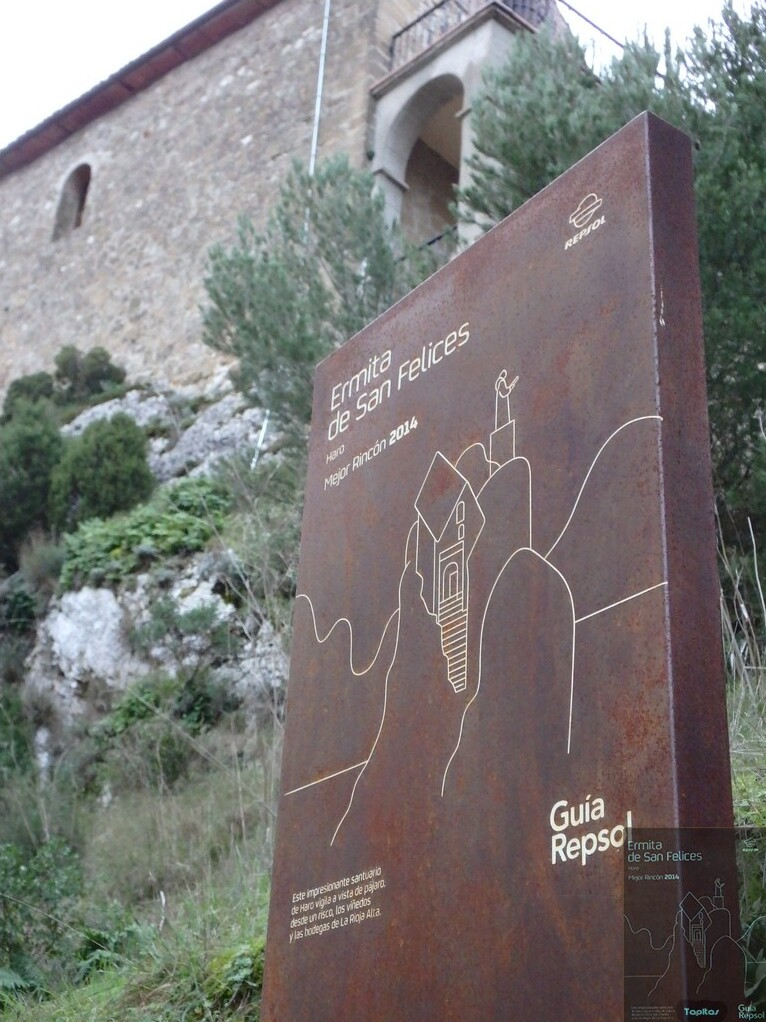
Placa conmemorativa de Mejor Rincón de la guía Repsol 2014 en la ermita de San Felices

Situada en los Riscos de Bilibio a 4,5 km de Haro, sobre las llamadas Conchas de Haro, desde donde el río Ebro inicia su curso medio.
En la votación popular anual El Mejor Rincón de Guía Repsol de 2014 obtuvo el primer puesto junto con el puente de Alcántara de Extremadura.

#### Exconvento de San Agustín y teatro Bretón de los Herreros
El convento fue fundado en 1373 y en él se establecieron diez frailes venidos de Burgos al frente de fray Sancho Fontanelli, bajo la Orden de San Agustín, que permanecería en el convento hasta el 1834. El edificio fue también casa de caridad y beneficencia desde 1803. Posteriormente fue usado como hospital, escuela, cárcel, estación de autobuses y, desde 1989, cumple las funciones de hotel de cuatro estrellas. Junto a él fue inaugurado en 1841 el Teatro Bretón de los Herreros.

#### Torreón Medieval
Del siglo XIV. Está situado en el casco antiguo junto al arco de San Bernardo (del siglo XV-XVI, servía de acceso a la villa intramuros) en el n.º 9 de la plaza de la Paz. En 2007 finalizó su restauración tras encontrarse en grave peligro de derrumbe. En él se ha instalado un museo que pasa a ser la sección de arte contemporáneo del Museo de La Rioja y que fue inaugurado el 3 de abril de 2007.

#### Arcos de entrada a la ciudad
El casco antiguo estuvo totalmente amurallado y a él daban acceso tres puertas, de las que en 2009 se conservan dos de sus arcos:
- Puerta de San Bernardo: situada en la plaza de la Paz. El 16 de agosto de 2007 comenzó la colocación de una estatua de San Bernardo donada por un vecino[54] en la hornacina situada sobre este, para quedar lista el día 20 de agosto, festividad del santo. Antiguamente conocida como puerta del Portillo.[55]
- Puerta de Santa Bárbara: situada en la calle Siervas de Jesús. Sufrió una rehabilitación al derribarse la casa que estaba construida sobre ella. Antiguamente conocida como puerta de Garrás.[55]
- Puerta de Santo Tomás: daba acceso a la calle del mismo nombre y hoy ya no existe. Antiguamente conocida como puerta de los Bortares.[55]

#### Puente de Briñas

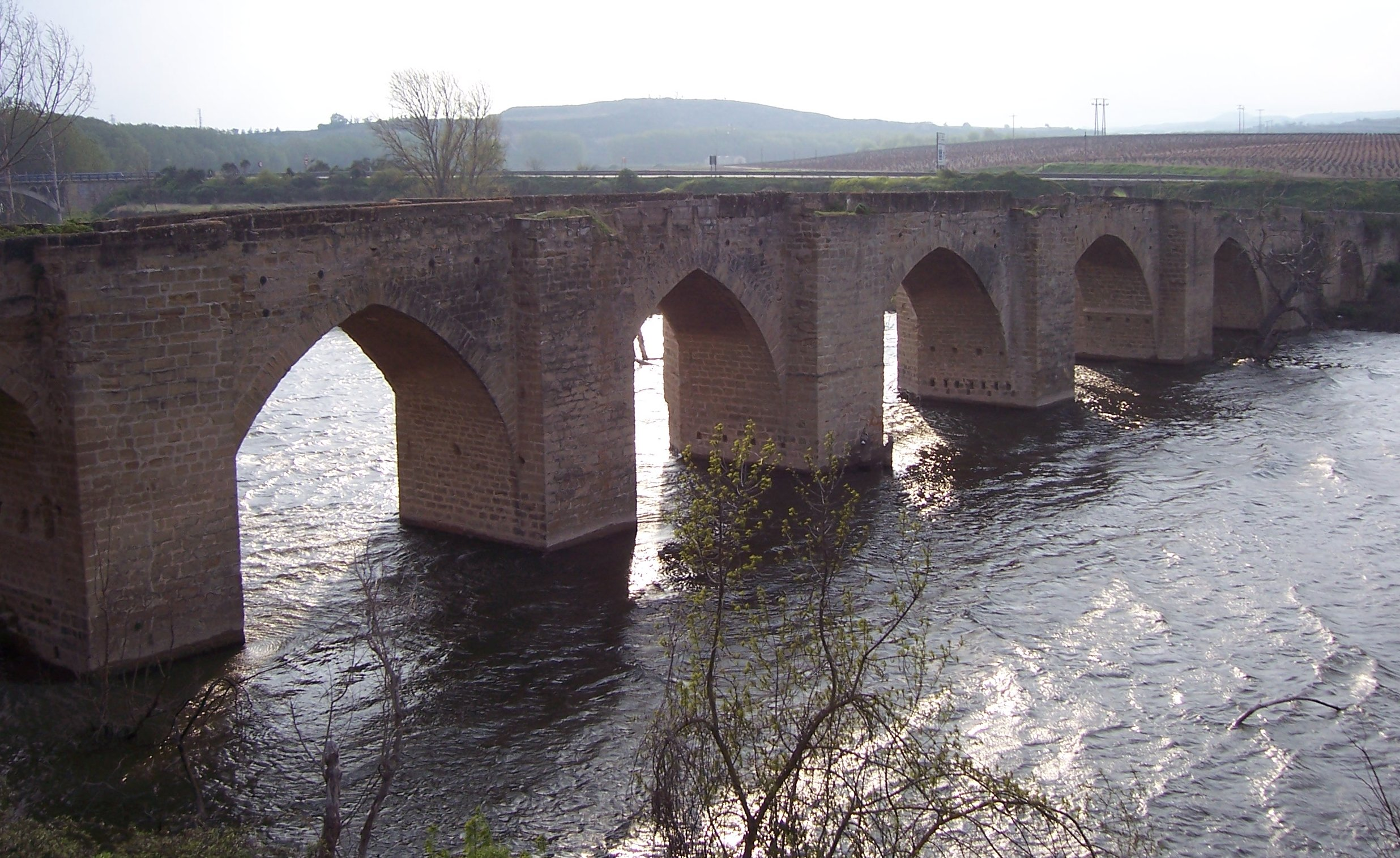
Puente de Briñas situado sobre el Ebro

El puente de Briñas se encuentra sobre el río Ebro a 2 km del centro urbano en dirección a Vitoria. Su denominación viene dada por encontrarse de camino a Briñas aunque pertenece a Haro. De estilo gótico. Realizado en piedra de sillería, los restos más antiguos parecen ser de finales del siglo XIII, siendo reparado en el siglo XV y en muchas otras ocasiones posteriormente. Alrededor de 1823 se emprenden obras de fortificación en su cabecera. En 1839 se rompió el eje de unión de los pasos levadizos, quedando el puente inutilizable hasta su reparación en 1842. El 3 de octubre de 1852 se ordenó retirar las fortificaciones que mantenía, obra que no comenzaría hasta 1854. El 14 de enero de 1871 se acordó llevar a cabo obras urgentes de reparación, debido a que una riada lo había dejado intransitable. Cuenta con siete ojos, aunque parece que inicialmente tenía solo seis. Los más antiguos serían los quinto y sexto.

#### Plaza de la Paz
Se la considera el centro de la ciudad. En 1842 se la empezó a llamar plaza de la Constitución, hasta que en 1896 pasó a tener esta denominación. En ella se encuentra el ayuntamiento, la puerta de San Bernardo y el palacio de Bendaña. En el centro hay un quiosco que hace años podía rodearse en coche y contaba con una zona ajardinada, hasta que se remodeló, peatonalizándose una parte. Durante las fiestas, en ella se instala el stand del vino bajo los arcos del ayuntamiento, se lanza el chupinazo de inicio, hay verbenas, se dan Las vueltas, tras la batalla del Vino y se cierran con el entierro de la cuba.

#### Palacios

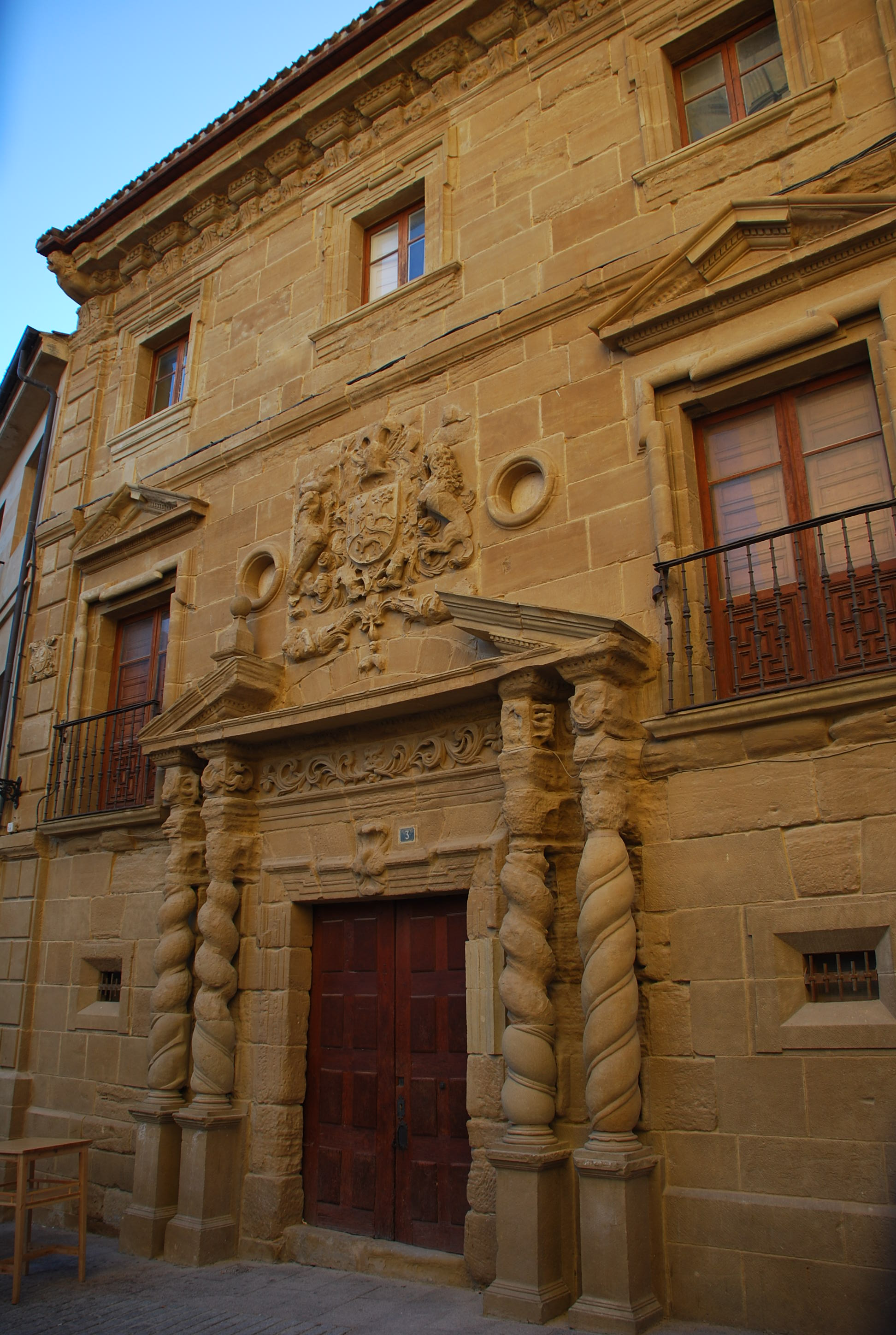
Palacio de los Condes de Haro

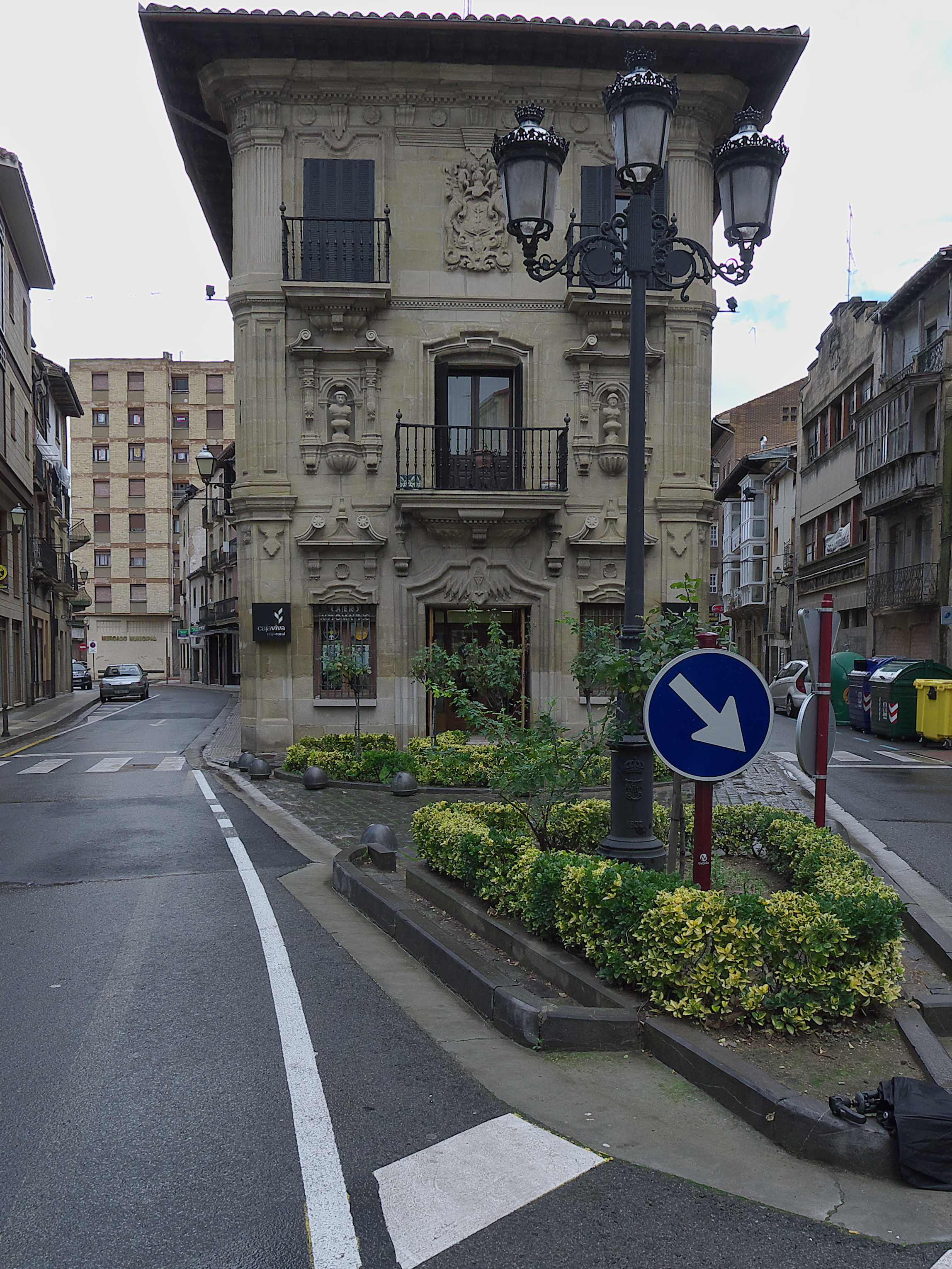
Palacio de Tejada

- Palacio de Bendaña, también llamado palacio Paternina: situado en calle San Martín n.º 1. Construido en el siglo XVI es de estilo plateresco. Cuenta con una galería mudéjar del siglo XV con estrellas y flores entrelazadas, único en La Rioja. Procede del monasterio de la Estrella de San Asensio, reutilizada en 1798 (según inscripción en una pieza central). En 2013 fue inaugurada la restauración completa del edificio y se convirtió es sede de la oficina de turismo.
- Palacio de los Salazar: tiene fachada a la calle de la Paz n.º 4 y calle Siervas de Jesús n.º 3. Del siglo XVIII está construido en piedra de sillería del renacimiento español. Ejemplar muestra de la transición de la riqueza ornamental del plateresco a la severidad y purismo del herreriano, anterior al barroco. Fue declarado Bien de Interés Cultural en la categoría de Monumento el 24 de febrero de 2002.[57]
- Palacio de los Condes de Haro: situado en plaza de la Iglesia, n.º 3. Del siglo XVII tiene planta renacentista y adornos barrocos. Se rehabilitó en 2006 y es sede de una escuela-taller de cantería.
- Palacio de Tejada: Situado en la calle Lucrecia Arana. Del siglo XVIII es de estilo rococó. Ver Señorío del Solar de Tejada.
- Palacio de los Condestables: situado en lq calle de San Roque
- Palacio de las Bezaras: situado en calle de la Vega. Del siglo XVII, fue una sucursal de Caja Rioja y centro cultural. En su tejado crían desde hace años una pareja de cigüeñas.
- Palacio de la plaza de la Cruz: situado en la plaza de la Cruz. Del siglo XVIII tiene decoración mixtilínea.
- Edificio Cid Paternina, antigua Casa Cuna: Situado en la calle Castañares de Rioja. En él se encuentra la estación de autobuses y los juzgados de primera instancia.

### Museos
- Museo de arte contemporáneo: situado en el torreón medieval de la plaza de la Paz.
- Centro de interpretación del Vino de Rioja: se encuentra ubicado en la Estación enológica. Pretende divulgar el conocimiento sobre el cultivo de la vid y la elaboración del vino con información interactiva, paneles y videoproyecciones. También organiza catas guiadas. Fue inaugurado el 18 de mayo de 2007 tras la remodelación del antiguo museo del vino.[58]
- Museo de la Virgen de la Vega: en la basílica de Nuestra Señora de la Vega.

### Parques y jardines

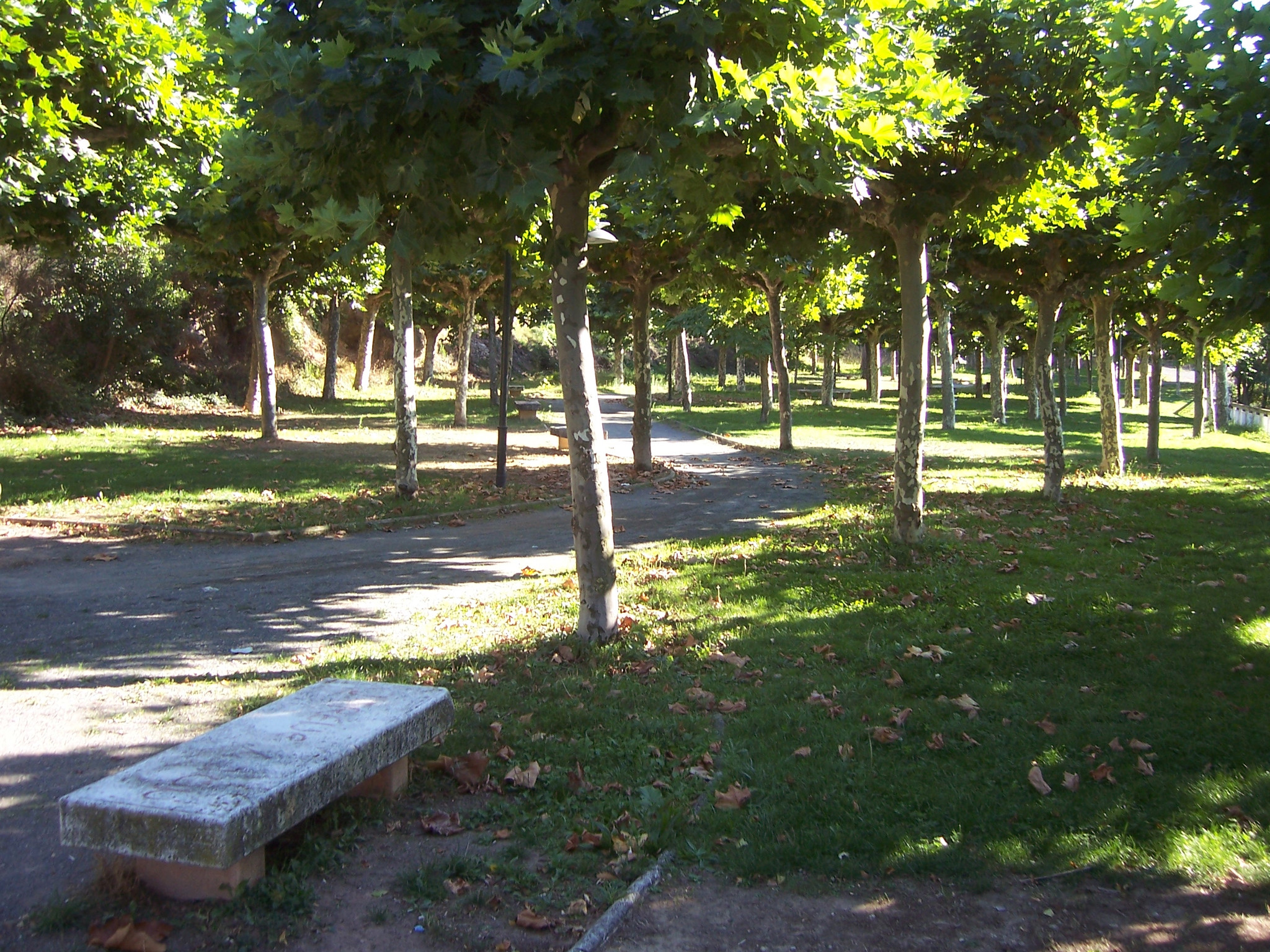
Parque de Vista Alegre

- Jardines de la Virgen de la Vega: situados junto a la basílica del mismo nombre. En estos, se encuentra un quiosco de música donde la banda municipal suele dar conciertos.
- Parque de Vista Alegre: se extiende desde el cruce de donde parte la carretera a Anguciana hasta el comienzo del parque de Fuente del Moro. Es un paseo arbolado y tranquilo. Junto al parque, transcurrió desde el 9 de julio de 1916 hasta el 16 de enero de 1964 el Ferrocarriles de Vía Estrecha que unía Haro con Ezcaray. Sobre este trazado hay un pequeño puente que permite acceder a la fuente La Salud y al río Oja-Tirón, donde se encuentra La Península, una mesa con forma de península ibérica al lado de un remanso del río.
- Parque de Fuente del Moro: se accede desde la carretera a Anguciana. En el centro hay una fuente de la que mana agua constantemente. Sobre ella se encuentra una estatua en la que aparece un moro sentado. La primera fuente fue construida en 1878 por los canteros jarreros Marcelo Villar Delgado y Cosme Larrea.[59] En 2007 el parque amplio su extensión en 5000 m², debido a una donación.[60] Esta ampliación se inaugurará el 10 de septiembre de 2008 con una placa indicando El Rincón de Pepe, en honor al padre del donante.[61]

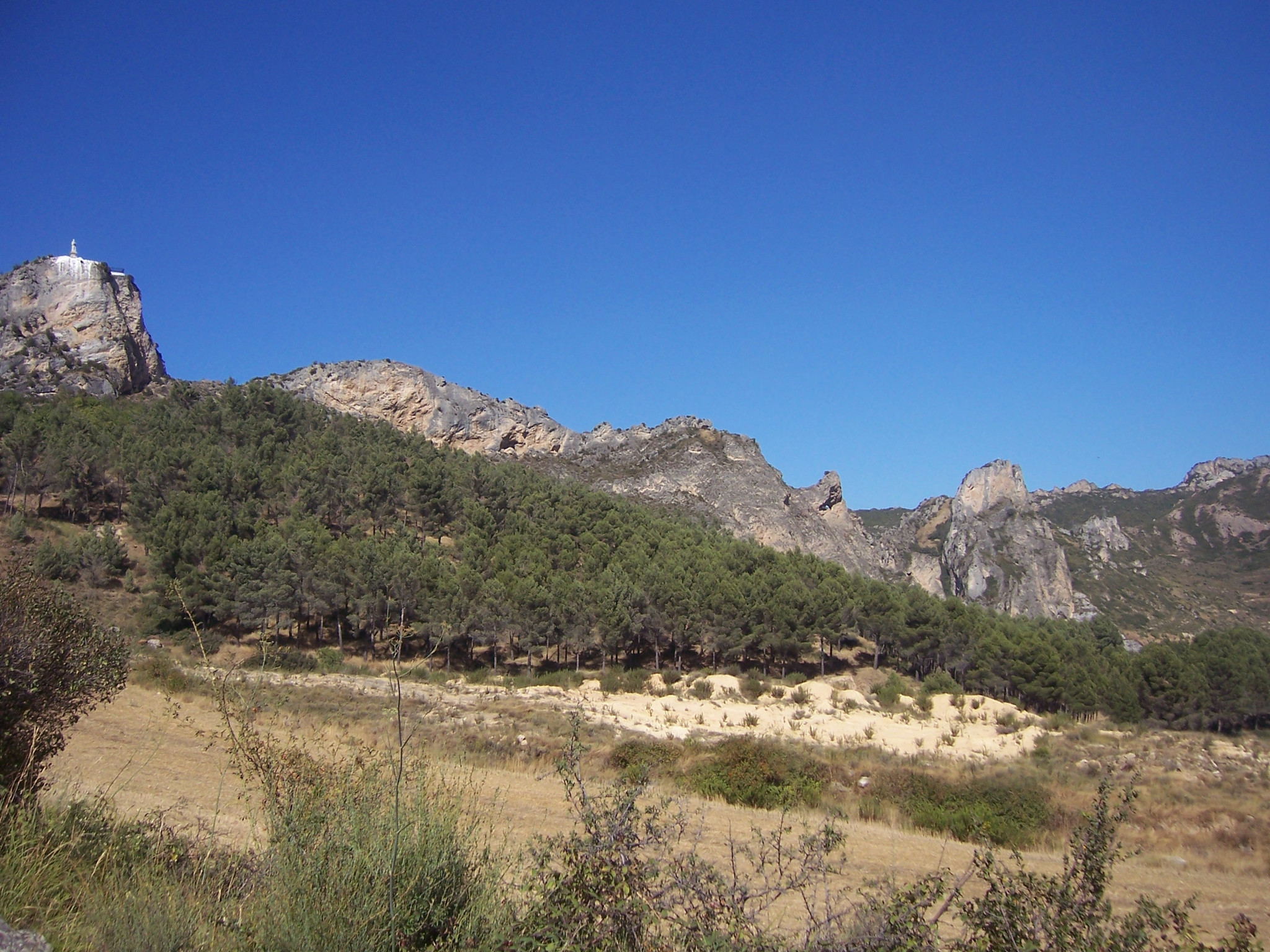
Paraje de los Riscos de Bilibio

- Parque Félix Rodríguez de la Fuente: situado junto a la carretera a Zarratón. Tiene un estanque habitualmente frecuentado por patos.
- Parque de Iturrimurri: situado en la calle avenida Diputación. Los jardines cuentan con columpios. En su día fue muy popular por su fuente, cuya agua se creía tenía propiedades curativas. El nombre es de claro origen vasco (iturri significa fuente en euskera). Esta modificó su situación en 1974 al construirse un paso elevado sobre el ferrocarril para la carretera que une Logroño con Vitoria. En 2007 la fuente se encuentra mal conservada.
- Parque del Mazo: situado junto al nuevo campo de fútbol. Fue construido tras urbanizar la zona del Mazo después de tirar el antiguo campo de fútbol. Cuenta con una extensa zona verde, una pequeña arboleda y un lago artificial.
- Riscos de Bilibio: Zona arbolada con mesas y asadores. En lo alto del monte se encuentra una ermita, una estatua de Felices de Bilibio que es visible desde Haro y un mirador desde el que se puede observar la entrada del Ebro en La Rioja y las poblaciones cercanas.
- Área recreativa El Viano: se accede por la carretera que une Haro con Anguciana. Está situada a orillas del río Oja-Tirón. Cuenta con mesas y asadores.

### Otros lugares

#### Estación enológica
En septiembre de 1892 se inaugura la estación enológica a iniciativa del ministro de Fomento, Aureliano Linares Rivas. Siendo dirigida por Víctor Manso de Zúñiga de 1893 a 1922. En ella estuvo situado el Museo del Vino desde 1991, hasta que tras una remodelación de las instalaciones fue convertido en Centro de Interpretación del Vino de Rioja, inaugurado el 19 de mayo de 2007.

#### Antiguo Banco de España

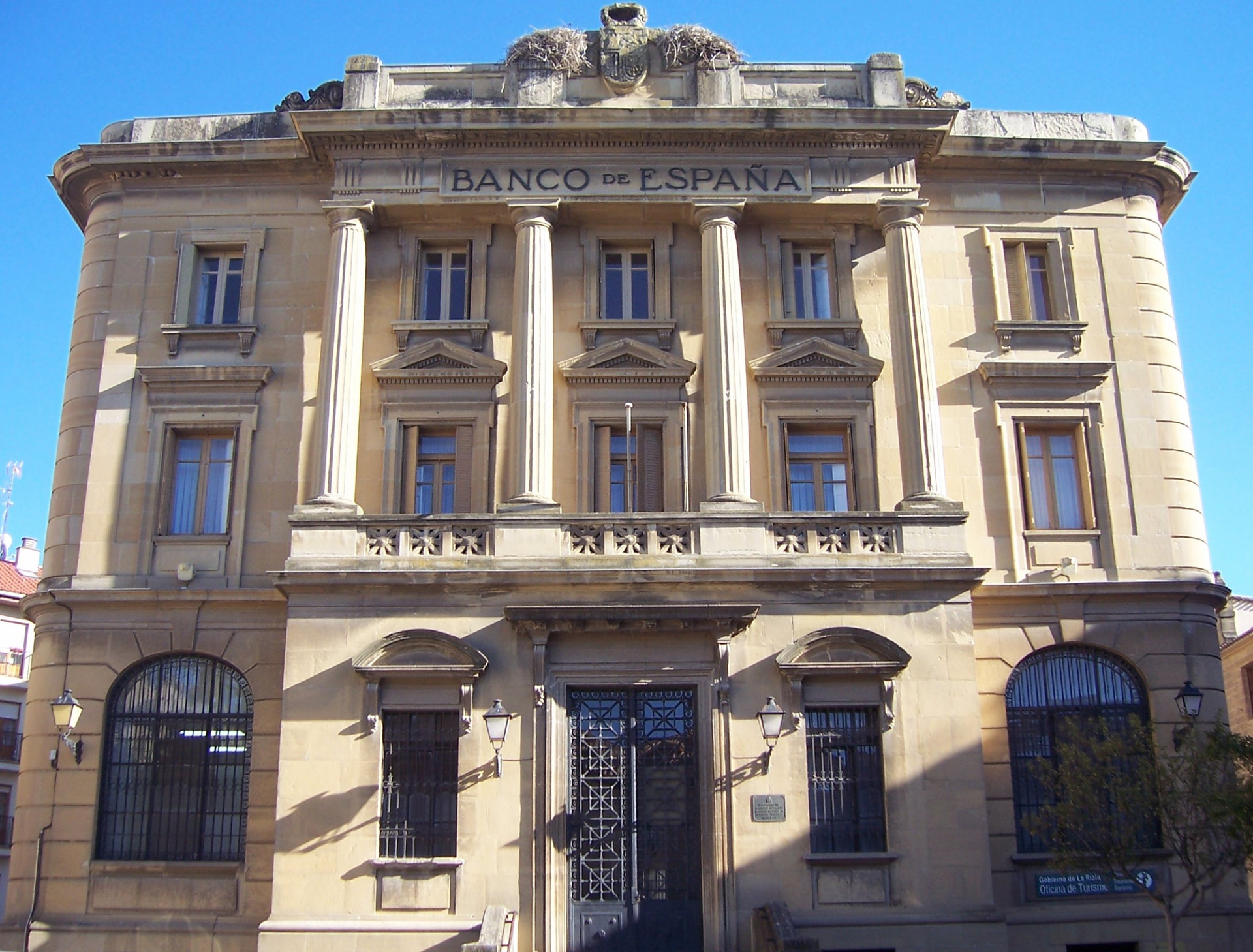
Antiguo Banco de España de Haro. Segunda sede de 1924 a 1978

Fue una de las siete poblaciones no capital de provincia que tuvieron una Sucursal del Banco de España. Esta abrió sus puertas el 2 de enero de 1892 (en su primera sede, calle Siervas de Jesús), por el auge económico que experimentó la ciudad tras las plagas de filoxera en Francia, que acabaron con los viñedos de dicha nación y que hicieron aumentar el número de centros dedicados a la explotación industrial del vino de calidad, para abastecer al país vecino. Posteriormente se ubicó en la plaza de San Agustín, cuya primera piedra se colocó el 14 de marzo de 1922, se abrió al público el lunes 17 de noviembre de 1924.
En 1978, siendo gobernador del Banco de España José Ramón Álvarez Rendueles, comenzó una revisión de sucursales por todo el país. Una de las cerradas ese año fue la de Haro, siendo su último día el 31 de mayo.
El edificio de Siervas de Jesús fue derruido en agosto de 2005.

#### Plaza de toros

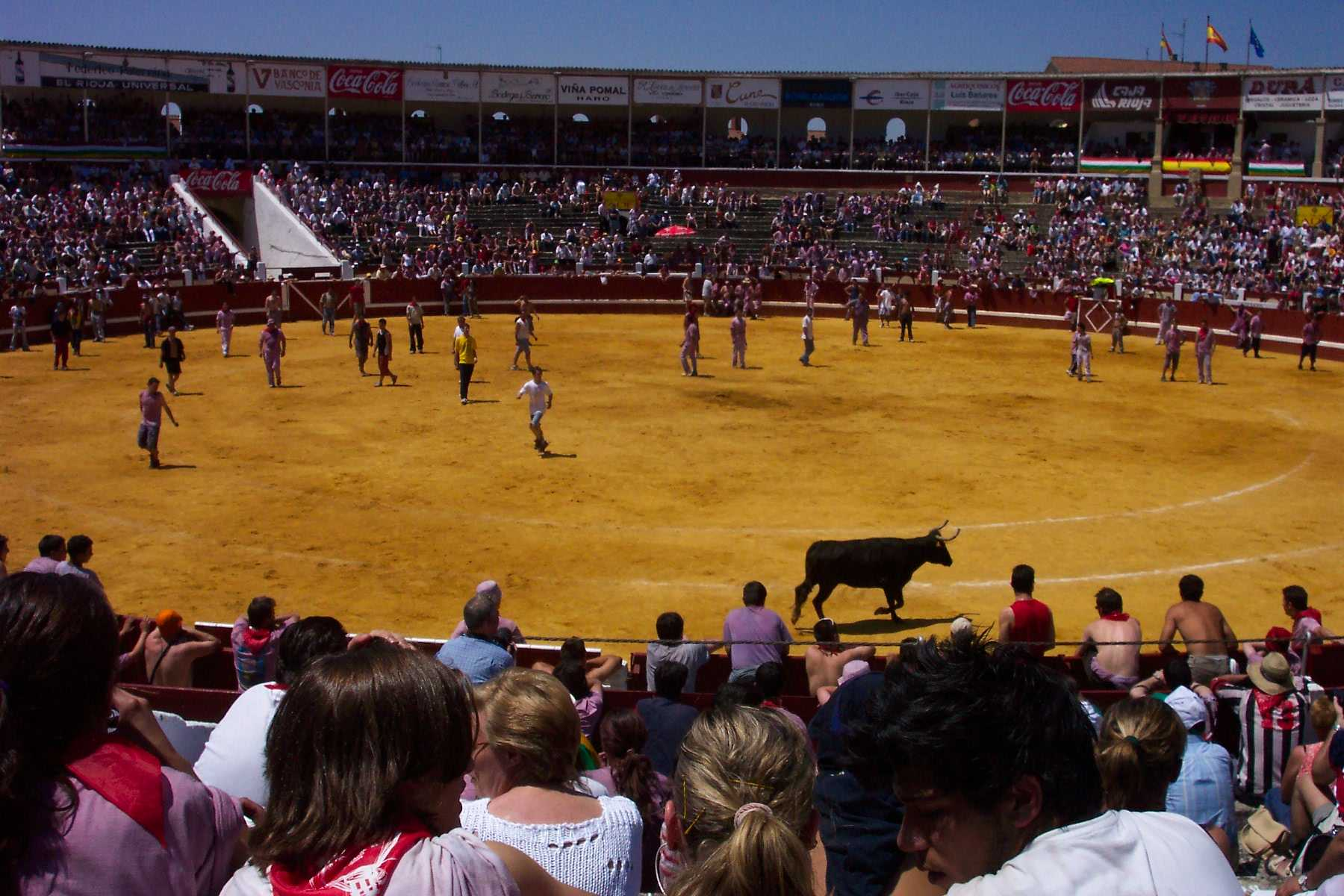
Suelta de vaquillas después de la batalla del Vino en la plaza de toros

La centenaria plaza de toros de Haro se encuentra en un paraje denominado Los Rosales. Tiene categoría de 3.ª y está construida en piedra de sillería, ocupando un solar de 9370 m². Fue inaugurada el 2 de junio de 1886 con los toreros Rafael Molina Sánchez Lagartijo y Salvador Sánchez Povedano Frascuelo, con toros de la ganadería de Vicente Martínez. Tiene la peculiaridad de contar con un ruedo más grande de lo habitual y tener suelo de albero.

## Economía

### Sector primario

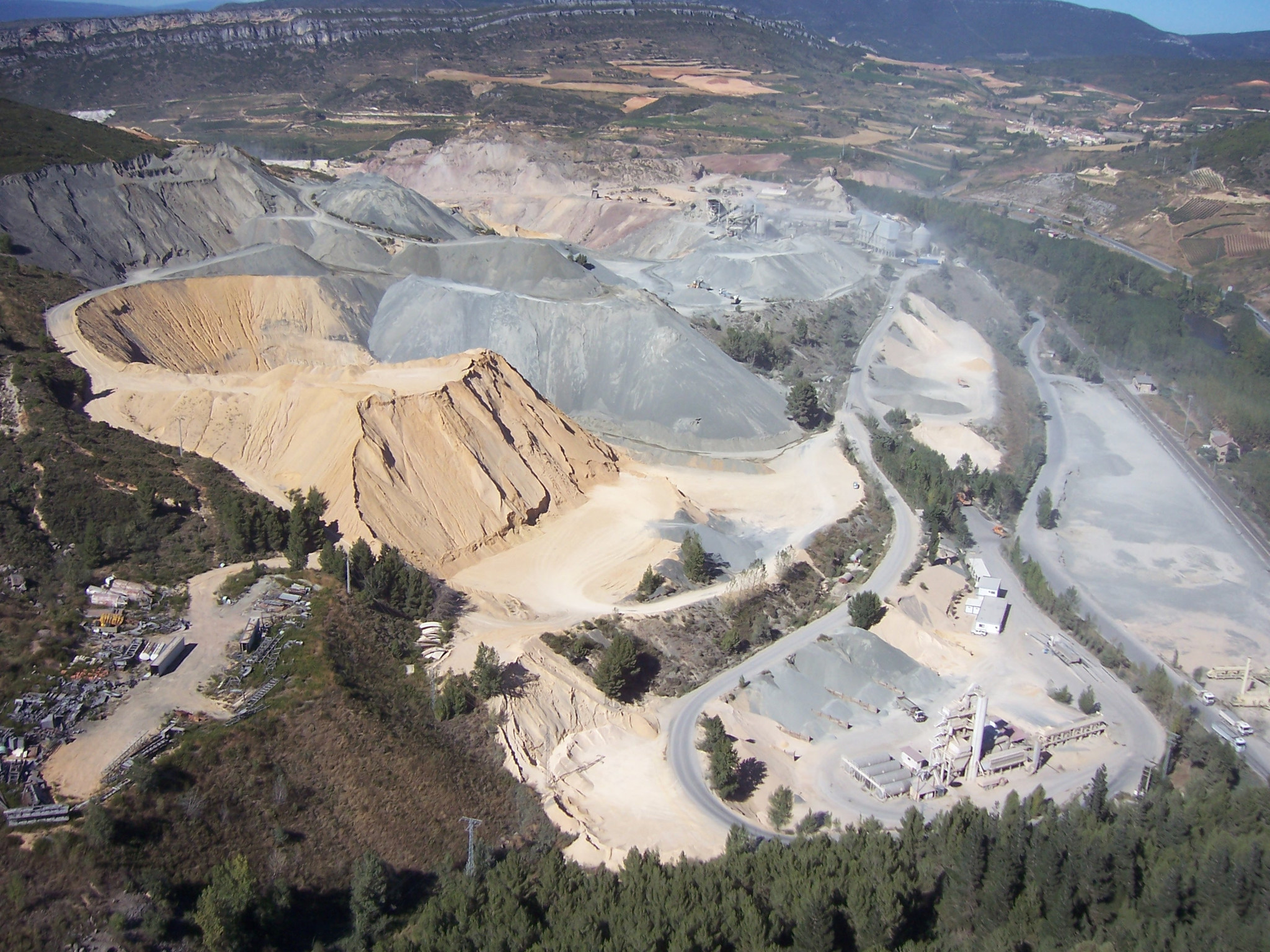
Cantera de caliza

En el sector primario se realiza un amplio cultivo de viñedo, destacando también las plantaciones de cereal, patata y remolacha. Las explotaciones ganaderas van a menos, quedando solo algunos rebaños de ovejas. Desde 1919 se explota una mina a cielo abierto de ofitas y calizas junto al desaparecido barrio de San Felices.

#### Los venajos
Son parcelas comunales destinadas al cultivo, que tienen como origen la cesión de unos terrenos del ayuntamiento en el paraje de fuente del moro, con la condición de que fuesen para uso propio de personas de Haro y que no pudieran venderse. En 1919 se realiza el primer reglamento que controlaba el usufructo de las cerca de 200 parcelas de entre 500 y 1000 m² en las que había dividido el ayuntamiento el terreno. En 1932 se sustituyó por un nuevo reglamento que será actualizado en 2008.

### Sector secundario
Existen dos polígonos industriales Fuente Ciega y Entre Carreteras con fábricas de pequeño o mediano tamaño. Cuenta también con un polígono agroalimentario en el que se sitúan varios supermercados y algunas bodegas, aunque la mayoría de éstas se sitúan en el barrio de la estación de tren. En 2009 está en proyecto la construcción de un gran parque empresarial en el término de la Zaballa que permitirá la instalación de empresas de gran tamaño.

#### El vino de Haro

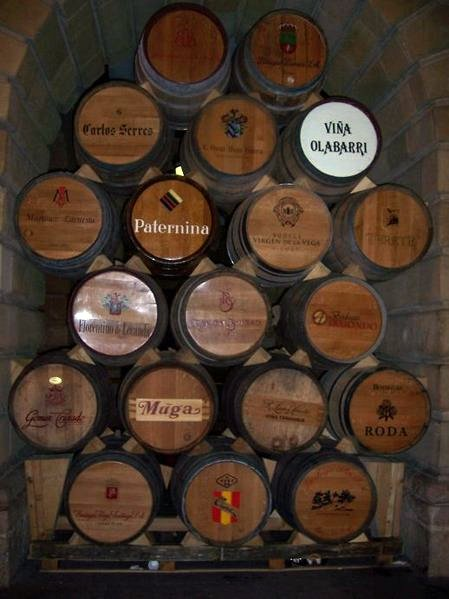
Barricas de Bodegas de Haro

Desde principios del siglo XIV el vino ha proporcionado florecimiento a Haro, convirtiéndose a finales del siglo XIX en el motor económico de la ciudad. Los suelos calcáreos y arcillosos junto con su clima, hacen del municipio un lugar idóneo para el cultivo de la vid. La producción de vino ha sido de tal importancia que en 1892 era el centro vitivinícola de la zona, quedando inaugurada ese año la estación enológica y una sucursal del Banco de España para gestionar los capitales procedentes de la creciente explotación vinícola.

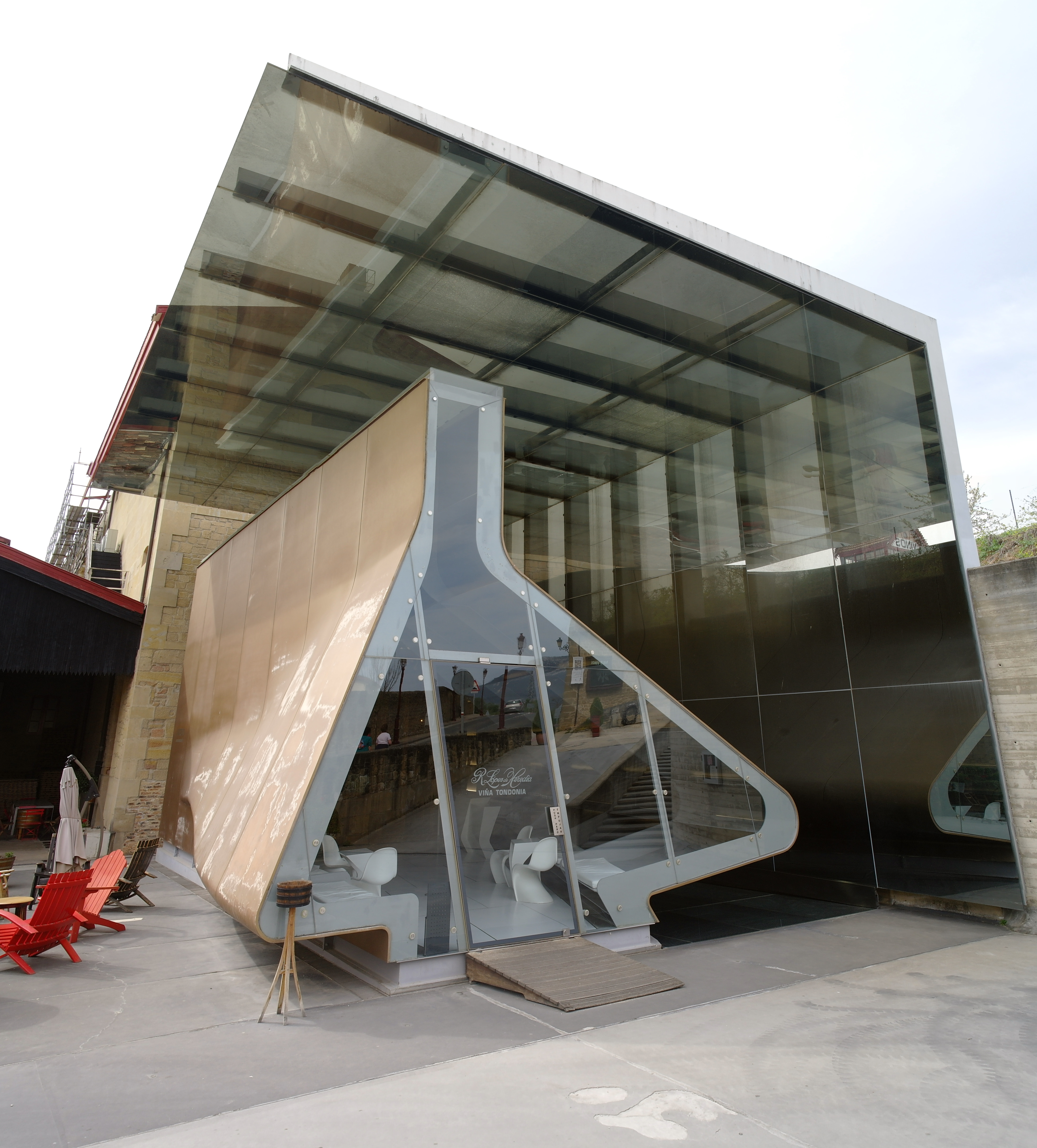
Pabellón de Zaha Hadid para la Viña Tondonia

La ciudad cuenta con algunas de las bodegas más antiguas de La Rioja, entre ellas, Bodegas Berceo, la más antigua de Rioja construida en 1801. Las bodegas cuentan con kilómetros de galerías horadadas donde criar y mantener los vinos. El denominado barrio de la Estación, un singular espacio nacido en plena Revolución Industrial donde se instalaron algunas bodegas para aprovechar el ferrocarril como medio de transporte, aglutina la mayor concentración de bodegas centenarias del mundo, de las que actualmente sólo quedan siete. La relevancia que ha tenido el vino en la ciudad queda constatado por la costumbre de llamar a la ciudad Costa del Vino y Capital del Rioja. La producción es en su mayoría de vino tinto aunque también se produce vino blanco y algo de rosado y cava.

### Sector terciario
Semanalmente se realizan mercadillos en las mañanas de los martes y sábados en la calle travesía Siervas de Jesús, vendiéndose principalmente frutas y hortalizas de la zona. Debido a las importantes bodegas cada vez es más popular el turismo enológico.

#### Hostelería
Para alojarse dispone de pensiones; hoteles de dos, tres y cuatro estrellas; un campamento junto al río Oja-Tirón. Gastronómicamente cuenta con numerosos restaurantes tanto de comida casera como de nueva cocina. La zona de bares más concurrida se llama La Herradura. Se encuentra en el casco antiguo y cuenta con establecimientos de tapeo y de copas.

##### Semanas del vino y del pincho
La Asociación de Comercio de Haro (ACCIRA), organiza anualmente la semana del vino y la semana del pincho. Del 6 al 15 de junio de 2008 se celebró la segunda semana del vino, donde varios bares ofertaban crianzas y reservas de la zona a un precio fijo acompañados de una tapa. Un folleto explicaba cada vino y la bodega donde se produce. Los clientes que probasen todos los vinos, participaban en el sorteo de un viaje para dos personas a París y Londres, para conmemorar el hito de la instalación eléctrica. Del 28 de agosto al 6 de septiembre de 2009 se celebró la IV Semana del Pincho. En 2008 participaron veintinueve bares, ofreciendo cada uno su pincho y la consumición a un precio prefijado. Se degustaron más de 130 000 pinchos.

### Evolución de la deuda viva municipal
El concepto de deuda viva contempla sólo las deudas con cajas y bancos relativas a créditos financieros, valores de renta fija y préstamos o créditos transferidos a terceros, excluyéndose, por tanto, la deuda comercial. La deuda viva municipal por habitante en 2014 ascendía a 271,32 €.
| Gráfica de evolución de la deuda viva del Ayuntamiento entre 2008 y 2023                       |
|                                                                                                |
| Deuda viva del Ayuntamiento de Haro, en miles de euros, según datos del Ministerio de Hacienda |

## Servicios

### Agua potable
El agua potable de Haro es extraída de varios acuíferos, por las captaciones de El Mazo con unos 2,5 millones de litros diarios, El Estrecho con unos 3,3 (proyecto aprobado el 9 de marzo de 1995) y Villalobar, siendo esta última la principal captación durante todo el año, salvo en verano en las que sus niveles bajan y se requiere una mayor extracción de las otras dos. En 2006 la ciudad era abastecida con unos 4 millones de litros diarios, aumentando estas necesidades durante el verano hasta los 7,5 millones, debido al aumento de población durante este periodo.
Por un proyecto para el abastecimiento de agua de los municipios de la zona del río Oja, que pretende asegurar el abastecimiento y resolver los problemas de concentraciones de nitratos, está previsto que el municipio se abastezca de captaciones realizadas en los alrededores de Ezcaray. La obra de conducción ejecutada por la sociedad estatal Aquaebro, fue adjudicada el 22 de marzo de 2006 a la empresa Befesa Agua, pero acumula retrasos, por lo que los ayuntamientos reclamaron en abril de 2011 que se finalicen los trabajos antes de final de año. El ayuntamiento de Haro tiene previsto comenzar en 2012 la renovación de la red de abastecimiento de las viviendas de la ciudad para evitar las pérdidas en la conducción de hasta un 20% del agua de la red de suministro.

### Tratamiento de residuos urbanos
El ayuntamiento tiene contratado con la empresa VALORIZA (la antigua Sufi) la limpieza viaria y la recogida de residuos urbanos, además de la gestión del punto limpio. Para el tratamiento de aguas residuales cuenta con dos depuradoras. La denominada depuradora del bajo Oja-Tirón, recoge desde mayo de 2002 los vertidos de los municipios de Cuzcurrita de Río Tirón, Tirgo, Cihuri, Anguciana, Santo Domingo de la Calzada, Bañares, Castañares de Rioja, Casalarreina y el propio Haro, vertiendo al río Ebro el agua tratada. La otra mucho más pequeña se encarga de tratar principalmente el agua usada en las bodegas vinícolas, vertiéndola posteriormente al colector que la lleva hasta la depuradora principal del municipio.

### Educación
Cuenta con dos colegios públicos y uno concertado de educación primaria, un instituto de educación secundaria que se encuentra englobado en el polo educativo llamado Ciudad de Haro, una guardería pública ubicada junto al colegio Nuestra Señora de La Vega, un Conservatorio de Música y una Escuela Oficial de Idiomas

### Sanidad
Cuenta con un centro de salud de atención primaria y especialidades, situado en la calle Vicente Aleixandre 2. Es gestionado por el Servicio Riojano de Salud y da servicio además de a Haro, a las poblaciones próximas (17802 personas en febrero de 2005 según datos poblacionales de la Tarjeta Sanitaria Individual). Su servicio de urgencias cuenta con una UVI Móvil con soporte vital avanzado. Hay una residencia de ancianos pública con atención para 81 pacientes asistidos y 25 enfermos de Alzheimer y otra privada. Cuatro farmacias atienden la venta de medicamentos y mantienen servicios de guardia por turnos.
Desde el 1 de mayo de 1888 se encuentran en la ciudad las monjas de las Siervas de Jesús, que prestan servicios de asistencia a domicilio y dispensario. En la ciudad existe también un grupo de la Cruz Roja, con una parte integrada en el servicio de emergencias de La Rioja (112), principalmente en el ámbito de los servicios sociales y otra bajo el nombre Cruz Roja de la Juventud más centrada en la promoción y sensibilización en principios y valores humanitarios.

### Servicios funerarios
Haro cuenta con dos empresas de servicios funerarios ambas cuentan con tanatorio. Una se encuentra en el polígono industrial Entrecarreteras, n.º 20 y la otra en calle Industria nº20. Antes del actual cementerio existieron otros en varias ubicaciones. En 1805 se hizo uno en las faldas del cerro de Santa Lucía. En enero de 1832 se construyó otro cementerio en la zona de la Atalaya, ya que el de Santa Lucía había quedado inservible por la ruina de un paredón. Se situó junto a la ermita y conjuradero de San Felices que existían allí entonces. Medía 40 varas en cuadro (unos 10 000 m²) y tenía profundos cimientos, paredes de sillería, puerta de acceso de hierro y una capilla. En él fueron enterrados los muertos por la epidemia de cólera (véase: Pandemias de cólera en España) que llegaría a Haro un tiempo después de agosto de 1834. Se usó solo hasta 1836, cuando el de Santa Lucía se reformó y amplió.
El 2 de septiembre de 1855, en vista del estado ruinoso del cementerio de Santa Lucía, el ayuntamiento decide hacer un nuevo cementerio y nombra una comisión para establecer la nueva ubicación, eligiendo una viña del marqués de Bendaña, al sur del camino de las Letanías, pero no prosperó la idea. En 1863 se intentó reparar el existente, sacando a remate las obras de ensanche y levantamiento de paredes, no acabándose las obras hasta a finales de 1864. Se cerraría definitivamente en 1893, año en que se inauguró el actual el 23 de diciembre, siendo obra del arquitecto Juan Cabrera de Latorre. En 1897 este mismo arquitecto construyó la capilla.

### Seguridad
La ciudad cuenta con cuartelillo de policía local, situado en la calle de Santiago n.º 12; cuartel de la guardia civil inaugurado en 2004, situado en la avenida de Logroño n.º 19 (el cuartel anterior se situaba en la calle de la Vega); y una agrupaciones local de voluntarios de Protección Civil formado en 1985 (la primera de estas características que se formó en La Rioja).

### Transporte

#### Carreteras
| AP-68 | La autopista Bilbao - Zaragoza, permite el acceso rápido a poblaciones riojanas del valle del Ebro y a las costas vascas. |
| N-124 | Esta carretera une a la ciudad por el norte con la N-I y por el sur con la carretera N-232 que en buena parte de su recorrido es la alternativa gratuita a la AP-68, dando además acceso al norte de la provincia de Burgos. |

#### Estación de ferrocarril

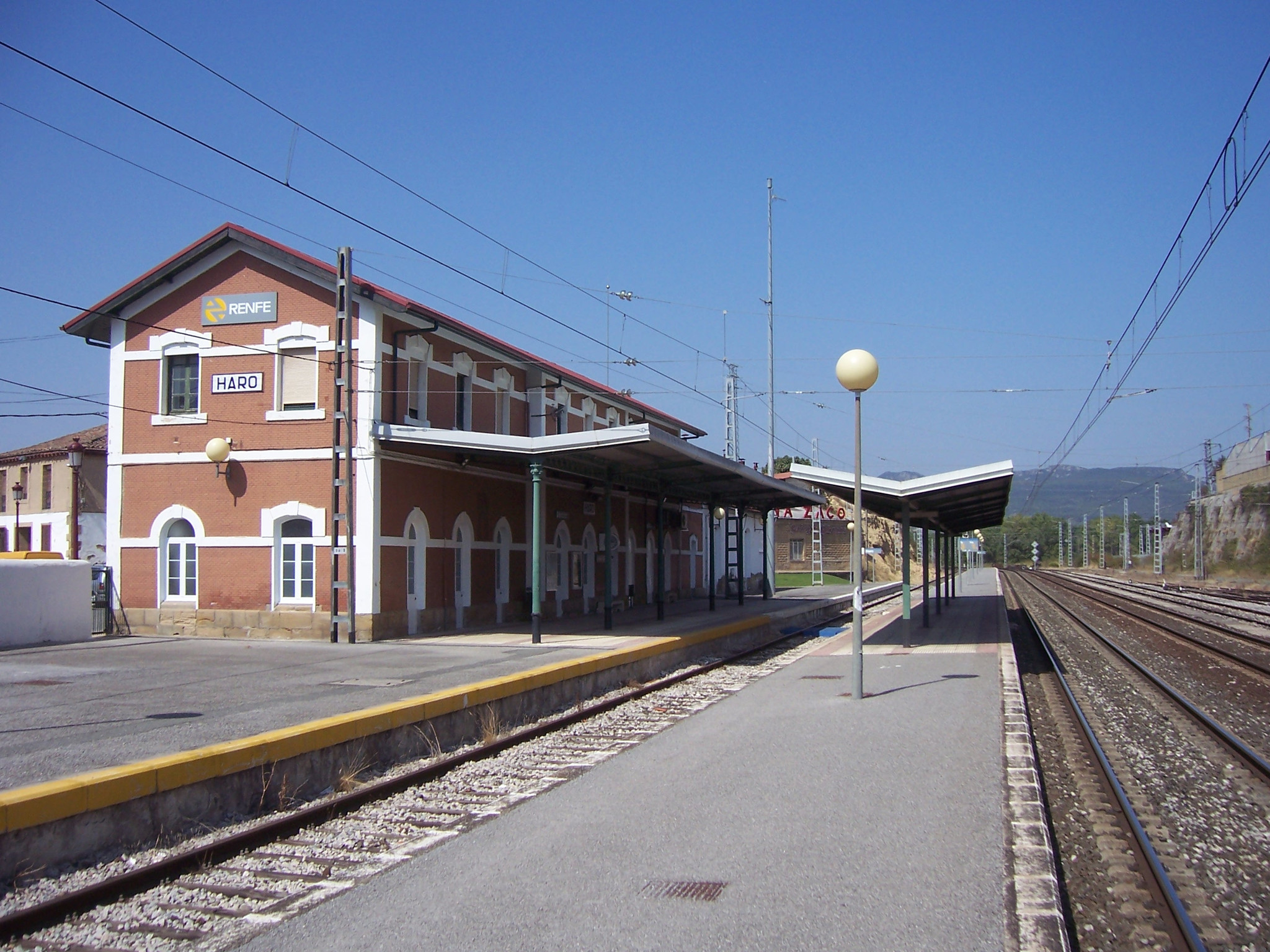
Estación de ferrocarril

El 15 de mayo de 1863 se iniciaría el tráfico ferroviario desde la estación de Haro, en el barrio de Cantarranas, con destino Bilbao. El lunes, 31 de agosto, se abrió el trazado completo hasta Castejón.
En mayo de 2003 se empezó a construir un apeadero para pasajeros en la zona de El Pardo, más próxima a la ciudad, terminándose en enero de 2004. Los trenes comunican la ciudad con Miranda de Ebro, Logroño, Valladolid y Salamanca, aunque su viabilidad es cuestionada por el escaso número de usuarios. La construcción del apeadero suscitó críticas porque podría restar protagonismo a La Estación hasta su desaparición.
En 2007 se suprimió la parada en Haro de la línea que une Bilbao con Barcelona, lo que pone a la estación en grave peligro. Posteriormente esta parada se recuperó en uno de los dos trenes que unen el País Vasco con Cataluña. Actualmente tan sólo cuatro trenes paran diariamente en Haro. Existió otra estación de ferrocarril, que atendía el tránsito de la línea de vía estrecha que unía Haro con Ezcaray y cuyo tren era conocido como El Bobadilla. Fue inaugurada el 9 de julio de 1916, pero no llegó a ser rentable debido a que no tuvo el movimiento de mercancías esperado y a lo caro del billete. Realizó el último viaje el 16 de enero de 1964.
Este recorrido ya ha sido convertido en vía verde desde Casalarreina a Ezcaray y está previsto que pueda partir desde Haro una vez que se construya un paso que permita cruzar la autopista AP-68.

#### Autobuses
La estación de autobús se encuentra en el Palacio Cid Paternina, calle Castañares de Rioja. Cuenta con líneas que lo comunican con Miranda de Ebro y Logroño, dentro de la línea VLR-113, además de con Nájera, Santander, Santo Domingo de la Calzada, Vitoria y Bilbao.
En septiembre de 2005 se puso en marcha el servicio de autobús urbano, que realiza varias rutas por la ciudad. Cuenta con el servicio de varios taxis.

### Estación ITV
Haro cuenta con una estación de ITV ubicada en el polígono industrial Fuente Ciega, calle de los Álamos n.º 9

## Cultura

### Equipamientos culturales
Centro municipal de cultura: situado en el edificio del antiguo Banco de España. Plaza Florentino Rodríguez, s/n. En él se alberga la biblioteca municipal, un salón de actos y la escuela de padres.
centro cultural Caja Rioja: situado en el palacio de las Bezaras. Virgen de la Vega, 20. Cuenta con sala de exposiciones itinerantes y salón de actos.
Teatro Bretón de los Herreros: inaugurado en 1841, además de como teatro, es utilizado como sala de cine, música, danza y entretenimiento. Anualmente en él se realiza un certamen nacional de danza y un certamen nacional de teatro conocido como Garnacha La Rioja. Cuenta con una sala de exposiciones itinerantes accesible desde la calle Virgen de la Vega.
centro cultural María Díaz: será un centro que se situará en un edificio donado al ayuntamiento y que está previsto que empiece a ser restaurado en 2011. En él se ubicarán las dependencias del centro juvenil y la biblioteca.

### Cofradías
- Virgen de la Vega: creada en 1552 para venerar a la patrona de la ciudad.
- La Santa Vera Cruz: creada en 1560. Se encarga de organizar las procesiones de Semana Santa.
- San Felices de Bilibio: creada el 2 de junio de 1655 para venerar al patrón de la ciudad.

### Asociaciones musicales
- La banda municipal de música organiza conciertos habitualmente en la plaza de la Paz y en los jardines de la Vega, así como en el Teatro Bretón de los Herreros durante el invierno. Su director es Ricardo Chiavetta.
- Agrupación de Cornetas y Tambores: fundada en 1978 participa en las procesiones de Semana Santa y cada 24 de junio realiza la tamborrada para dar comienzo a las fiestas de junio tras el chupinazo.
- Coral Polifónica de Haro
- Rondalla Juvenil Harense: esta rondalla fue fundada en 1982 y esta actualmente integrada dentro de la cofradía de San Felices.[101]
- Asociación Pro Música de Cámara: desde el 2000 organiza anualmente durante el verano el Vía Musicae, en el que se realizan conciertos en varias calles de la ciudad.[102]

### Camino de Santiago

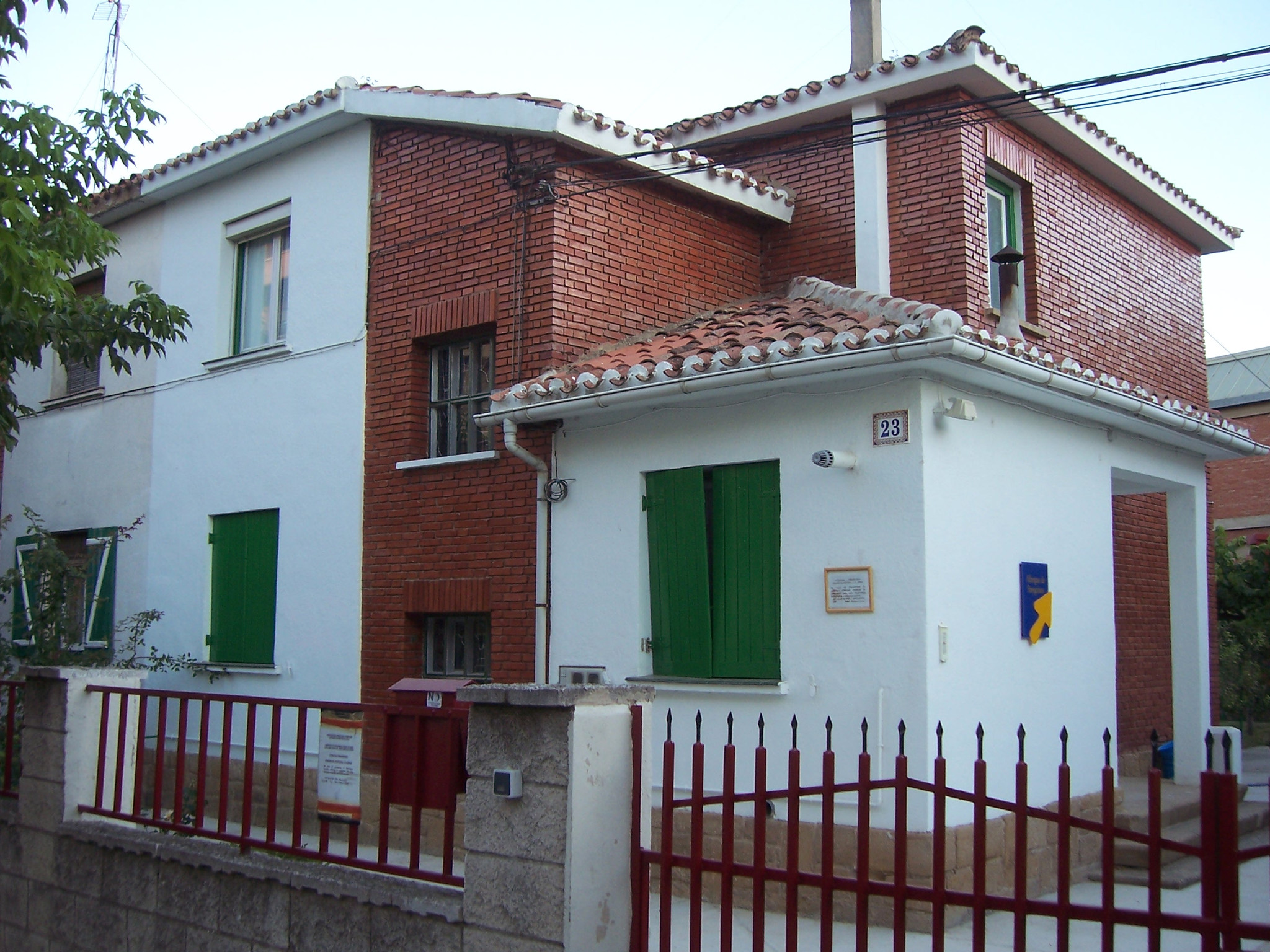
Albergue de peregrinos

El Camino de Santiago pasa por el municipio por el denominado camino del Interior o Vascofrancés, que viniendo de varias zonas de Francia por Irún, transcurre por Andoáin, Beasáin, Zalduendo de Álava, Vitoria, La Puebla de Arganzón, entrando en La Rioja por las Conchas de Haro hacia Briñas, Haro, Zarratón, Cidamón, San Torcuato y Bañares confluyendo en Santo Domingo de la Calzada con el camino francés -que es el más conocido-, desde donde continuará por Belorado hacia Santiago de Compostela.
La ciudad cuenta con un albergue de peregrinos con 28 camas, inaugurado el 6 de mayo de 2007, aunque comenzó a funcionar antes de la Semana Santa del mismo año. Lo gestiona la Asociación Amigos del Camino Haro - Rioja Alta.

### Gastronomía

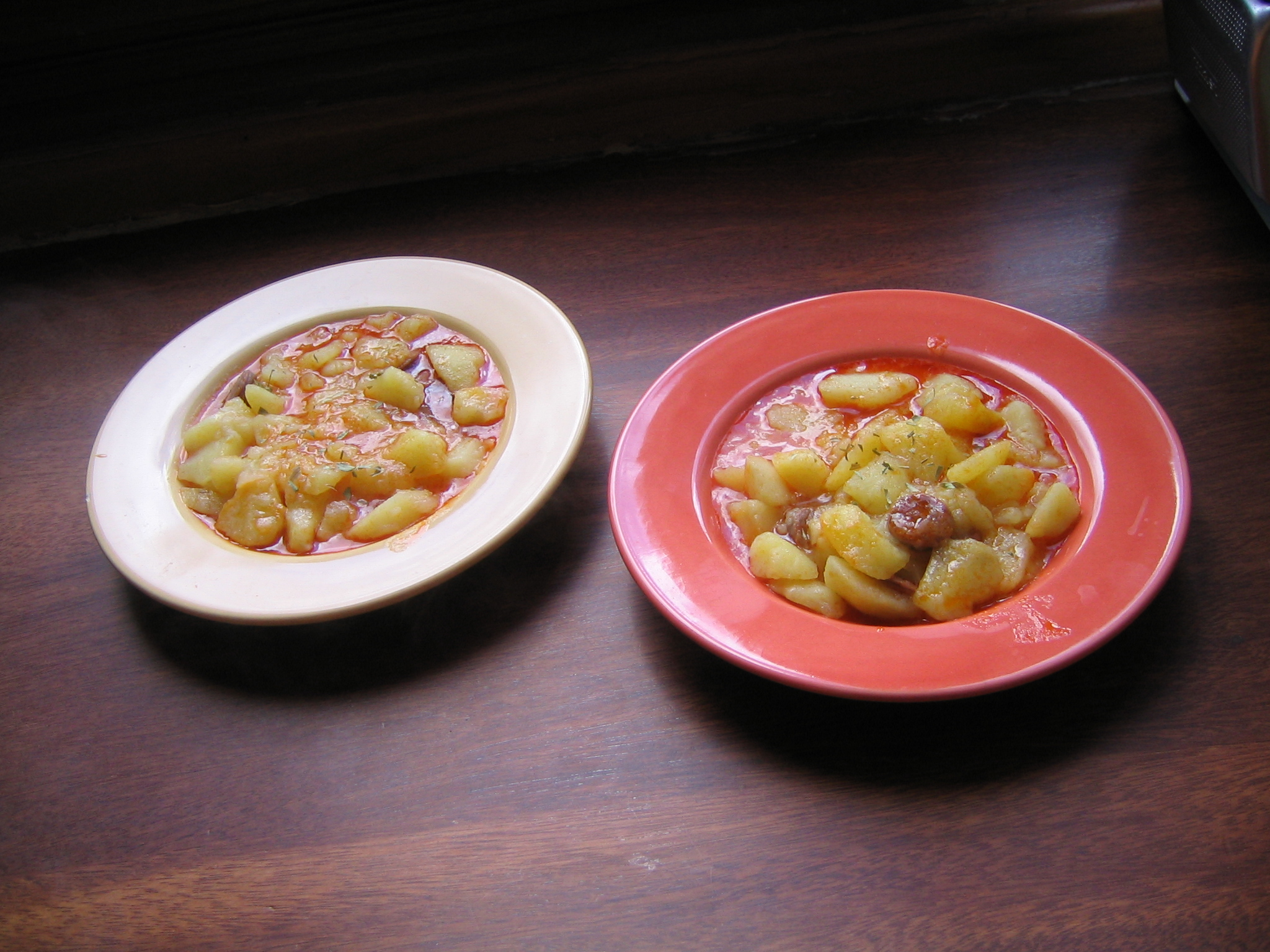
Patatas a la riojana

Utiliza mucho los productos de la huerta, siendo ejemplo de ello la menestra de verduras, patatas con chorizo, pimientos del piquillo rellenos, caparrones, sopa de ajo, ensalada de puerros, pochas con codornices.
En cuanto a carnes es típico el cordero, asadurilla, criadillas, delgadillas (originarias de Haro), patorrillos, embuchados, callos. En temporada veraniega son típicos los asadores, permitiendo degustar chorizo, morcilla y chuletillas al sarmiento aprovechando la madera resultante de la poda de los abundantes viñedos de la zona. Los vinos de la ciudad son distinguidos por su calidad, existiendo numerosas bodegas industriales, algunas de ellas centenarias.

#### Productos típicos de temporada
En Carnaval torrijas, en Semana Santa rosquillas y zurracapote y en las fiestas de junio caracoles, bacalao y lomo con pimientos.

### Festividades y eventos

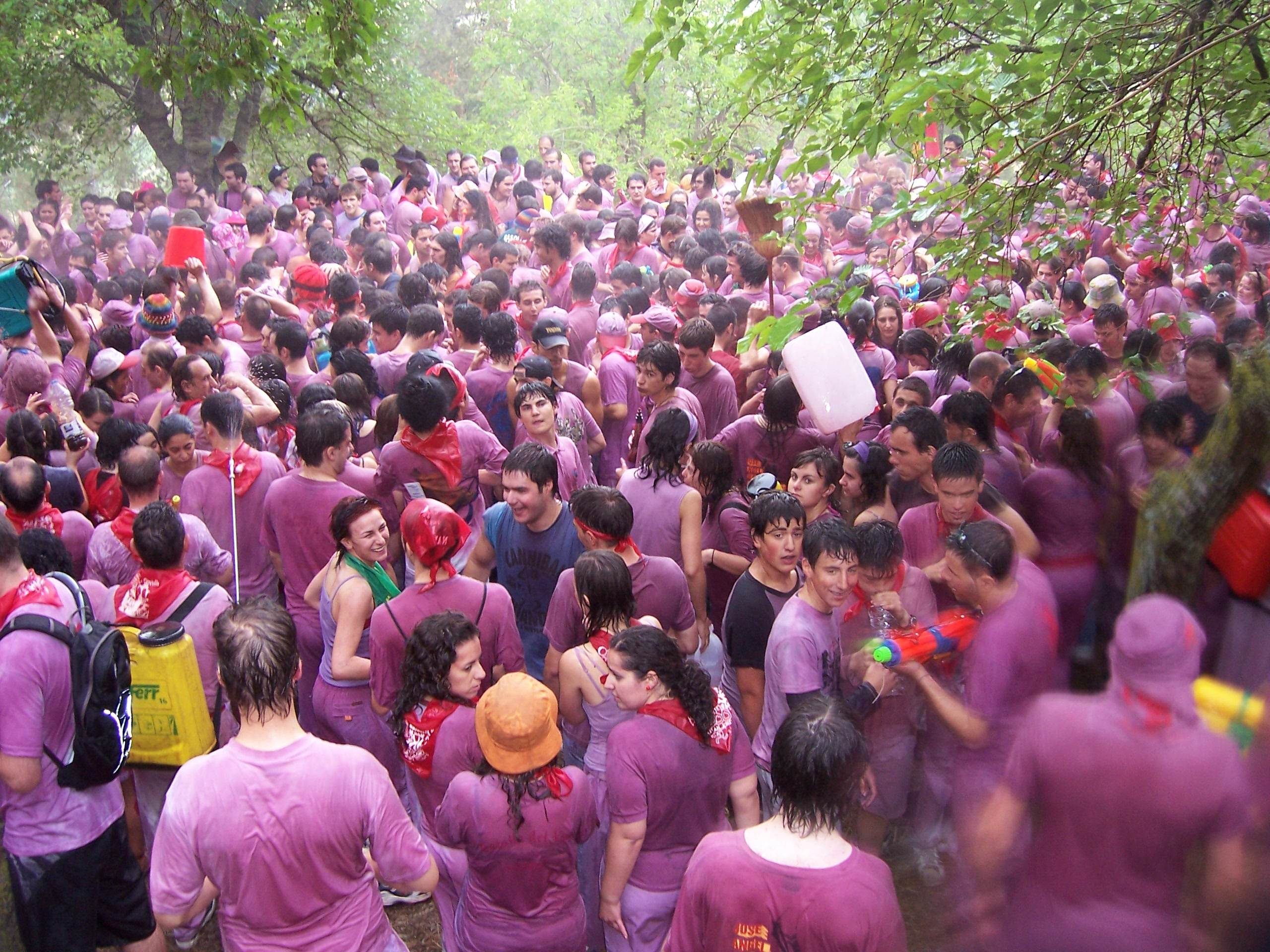
Incruenta batalla del Vino en los Riscos de Bilibio

Son dos las fiestas principales de la localidad. Las de junio, que giran alrededor del patrón, San Felices y las de septiembre, que giran alrededor de la patrona, la Virgen de la Vega. Las fiestas son amenizadas por las peñas de la localidad que en 2009 son Los Veteranos, El Cachondeo, El iturri, El Kaos y Los Viejos.

#### Fiestas de junio
Festividad de San Juan, San Felices y San Pedro (24 a 29 de junio)
- El 24 de junio Festividad de San Juan Bautista. Se pasa toda la madrugada en cuadrillas alrededor de las hogueras, desayunando, como lleva haciéndose desde 1965, en el Amanecer del chocolate, donde se toma chocolate y moscatel amenizado con concursos y bailes. Al mediodía se inauguran las fiestas con el chupinazo, seguido de la tamborrada en la que un pregonero montado a caballo recorre las calles.
- El 25 de junio se celebra la festividad de San Felices de Bilibio. Patrón de Haro. La celebración en esta fecha, conmemora el traslado de una reliquia de Felices de la basílica de la Vega a la parroquia de Santo Tomás el 25 de junio de 1607.[105] Dicha reliquia había sido concedida por el monasterio de San Millán de la Cogolla el 6 de noviembre de 1605 y alojada al día siguiente en la basílica de la Vega, por no contar todavía la iglesia de Santo Tomás con relicario, ni estar abierto al culto.[106] Desde 1932 es fiestas laboral local.[107]

- El 29 de junio festividad de San Pedro. Se celebra en los riscos de Bilibio, Mejor Rincón de España 2014 según la guía Repsol, la popular Batalla del Vino, declarada de Interés Turístico Nacional.[6] A continuación la gente regresa a la localidad para dar Las vueltas a la plaza de La Paz, para dirigirse a la suelta de vaquillas en la plaza de toros.

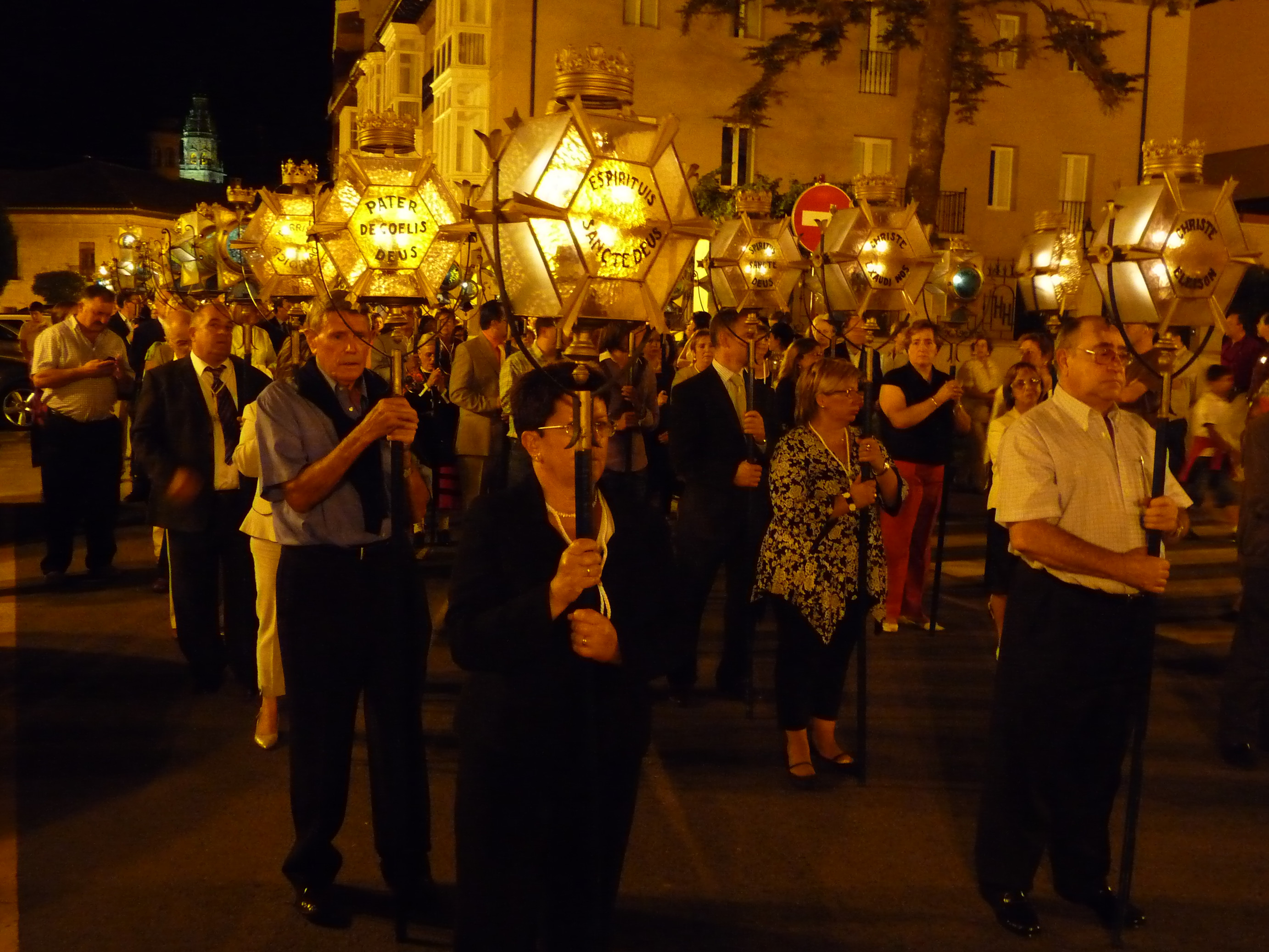
Procesión del Rosario de Faroles

#### Fiestas de septiembre
Festividad de Nuestra Señora la Virgen de la Vega
- El primer domingo de septiembre se sube en romería a los riscos de Bilibio para celebrar una comida de hermandad. Este acto fue instaurado por la Cofradía de San Felices el 17 de agosto de 1849, desconociéndose el motivo para hacerlo.[108] De entre las jóvenes jarreras asistentes se elige a la guapa de Bilibio, junto a dos damas que la acompañen. A las 18h se regresa a Haro, realizándose Las Vueltas en la plaza de la Paz, al igual que se hacen el día 29 de junio.
- El día 7 de septiembre comienzan las fiestas; si este día es domingo, se retrasa al día 6.
- El 8 de septiembre se celebra la festividad de la Virgen de la Vega, patrona de Haro, con la celebración de una misa a las 10 de la mañana, tras la cual se realiza una multitudinaria ofrenda de flores y del primer mosto de la temporada, además de dar lectura a los piropos ganadores del concurso de la cofradía. Por la tarde se realiza un Rosario de Faroles, que viene celebrándose desde 1918, declarado de Interés Turístico Regional en 1999[109] por ser el tercero más antiguo de España.[7] Tras este la cofradía de la Virgen reparte espigas de trigo para conmemorar el milagro de la conversión de cebada en trigo.
- El 10, 11 o 12 de septiembre dependiendo de como coincida el fin de semana, se realiza desde 1891 La Jira en el paraje de Fuente del Moro. La vuelta a la ciudad se realiza acompañada de la música de las charangas, portando antorchas, tomando su fin corriendo varios toros de fuego y quemando una pequeña colección de fuegos artificiales. Por la noche se realiza el entierro de la cuba, con el que finalizan las fiestas.

#### Semana Santa
La Semana Santa es organizada por la cofradía de la Santa Vera Cruz, fundada en 1560. Cuenta con los siguientes actos:
- Domingo de Ramos: a partir de las 11h se realiza bendición de ramos y procesión desde la basílica de la Vega. Se procesiona una borrica realizada en talleres de Olot y estrenada en 1958.
- Miércoles Santo: a las 21h la procesión de El Encuentro, para la que se procesiona a Cristo de la parroquia de Santo Tomás y la virgen desde la basílica de la Vega para encontrarse en la plaza de monseñor Florentino Rodríguez.
- Jueves Santo: a las 20:30 h procesión de la Cena del señor.
- Viernes Santo: a las 20:30 h procesión del Santo Entierro.

Las procesiones cuentan con los siguientes pasos:
- Cristo yacente del Santo Sepulcro: imagen del siglo XIII/XIV con extremidades articuladas y pelo natural. Fue restaurado en 2004. El sepulcro caoba que lo contiene fue realizado por José Berga y pagado por Melchor Gato en 1903.
- La Santa cena: del siglo XVIII
- Oración en el Huerto: del siglo XVIII. Antiguamente era portado a hombros para la Hermandad de Labradores.
- Jesús arrodillado ante su hora.
- El Prendimiento: del siglo XVII. Está compuesto por cuatro figuras macizas y tres de media figura. Destaca porque no es común encontrar pasos con tantos personajes, ya que solo estos pesan más de 350 kg. Aunque antiguamente era sacado a hombros ahora va sobre andas.
- La Columna: del siglo XVII. Tiene tres figuras macizas y la columna.
- Cruz a cuestas: se saca a hombros.
- El Nazareno: realizado en talleres de Olot en 1956, fue donado a la cofradía de la Santa Vera Cruz por la Fundación Hogar Madre de Dios. Procesionó por primera vez en 2009 durante la procesión de El Encuentro.
- Cristo de la Buena Muerte: realizado en talleres de Olot fue donado por los jarreros ausentes y estrenado en 1958. Tiene la particularidad de que la figura puede subir y bajar para pasar por la puerta de la parroquia y el arco del ayuntamiento.
- Cristo de Cruz Roja: donada al desaparecer una cofradía de San Sebastián. Lo portan a hombros voluntarios de Cruz Roja.
- La Piedad: del artista valenciano Pio Monlior. Fue estrenada en 1940 en la procesión de Viernes Santo.
- Nuestra Señora de la Soledad o La Dolorosa: las primeras noticias encontradas pertenecen a 1735, cuando se terminó su capilla pagada por la familia Cascajales. El manto y la corona fueron donados por su camarera, Dolores Paternina.

#### Otras
- El primer domingo de enero desde 1950, se realiza el simbólico paso de la hoja a la estatua de San Felices, en los riscos de Bilibio.[112]
- El tercer domingo de enero, por San Antonio Abad, se realiza la bendición de animales domésticos en la plaza de la iglesia de Santo Tomás.
- El 2 de febrero coincidiendo con el día de la Candelaria, se realiza, organizado por la Cofradía de Nuestra Señora de la Vega, la presentación de los niños a la Patrona de la ciudad. Habitualmente participan los niños nacidos el año anterior (aunque no exclusivamente), siendo pasados por el manto de la Virgen y nombrados aspirantes a cofrades.
- El 5 de febrero, festividad de Santa Águeda, se comen bollos preñaos de chorizo.
- El 29 de julio, festividad de Santa Marta, los hosteleros celebran su día. Solían realizar suelta de vaquillas y verbena con carreras de camareros. En los últimos años la tradición se ha perdido.
- Durante un fin de semana de septiembre, previo o posterior a las fiestas de la Virgen de la Vega de Haro, el barrio de las huertas realiza sus fiestas. Suelen constar de la proclamación del Alguacil, una comida de hermandad, degustaciones y verbena.

#### Eventos
- Desde 1998 se viene realizando anualmente el Certamen Nacional de Teatro Garnacha La Rioja. En este certamen actúan compañías de profesionales y aficionados.
- En el mes de mayo se realiza cada dos años la feria de Automoción y Maquinaria Agrícola, que en 2007 celebraba su octava edición. En 2009 no se realizó.
- Desde 2002 se realiza anualmente en el mes de junio una LAN party en el polideportivo Cossío denominada Rioja Party. La organiza el Instituto Manuel Bartolomé Cossio junto a AULIR (Asociación de Usuarios de Linux de La Rioja).
- En 2013 fue sede de la muestra cultural La Rioja Tierra Abierta, que se realizó en el palacio de Bendaña, el museo de El Torreón, la estación enológica y el barrio de la estación.

### Deporte

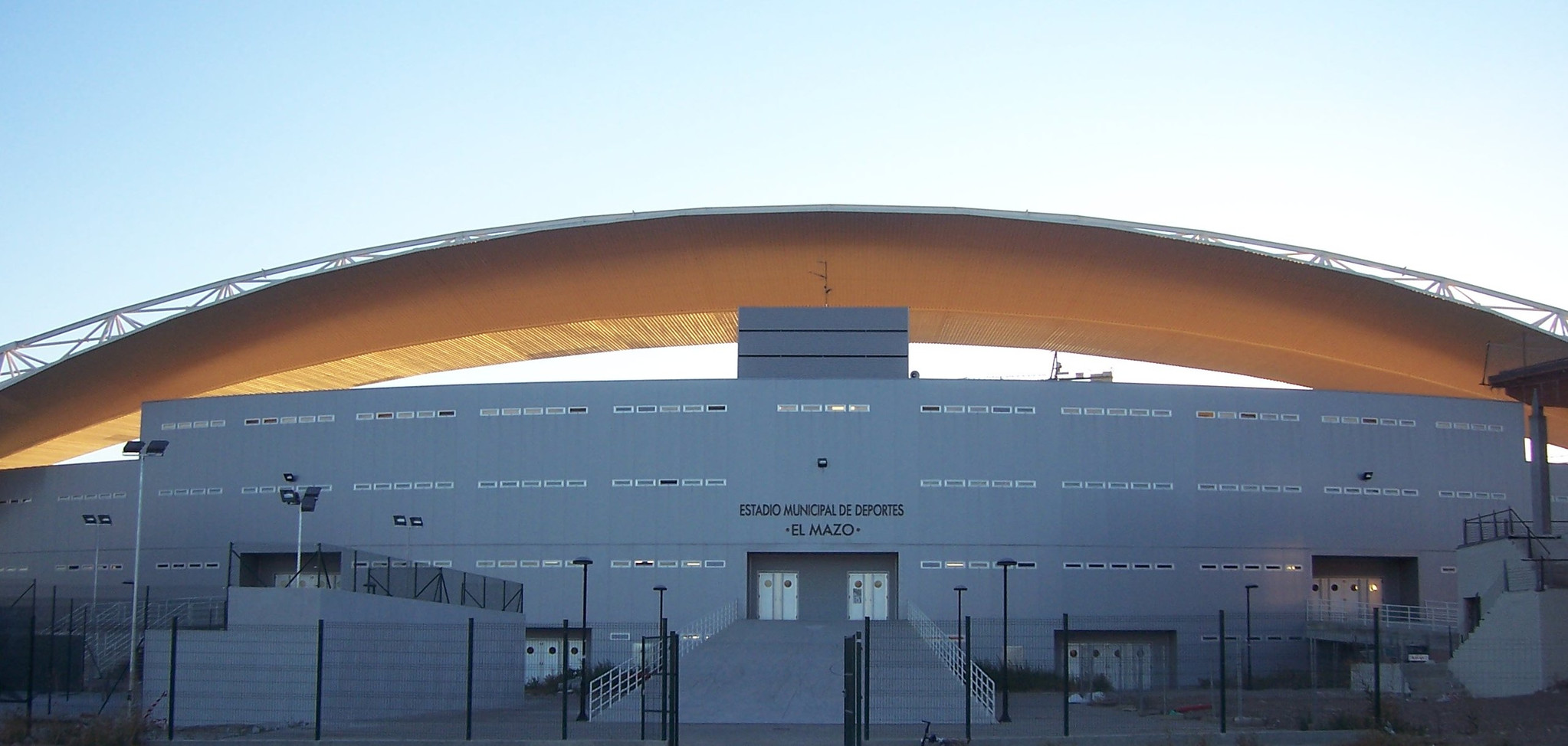
Campo municipal de deportes El Mazo

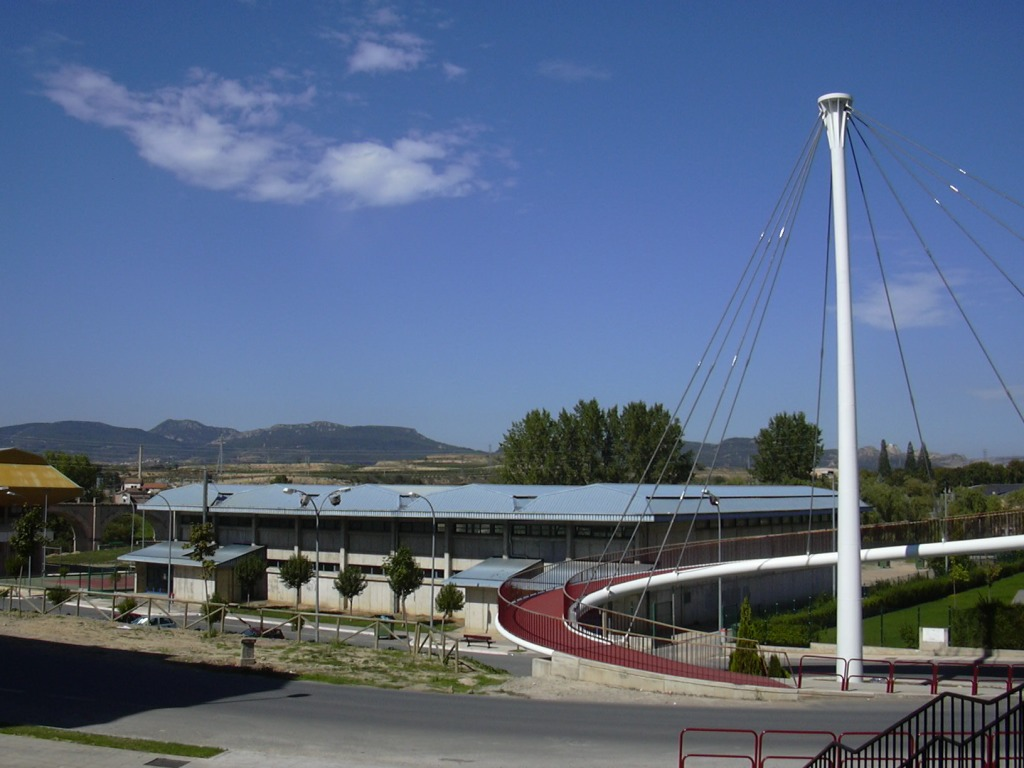
Pasarela y polideportivo El Ferial

- Complejo deportivo El Ferial: dispone de polideportivo, frontón cubierto, dos pistas de tenis, campo de fútbol de césped artificial, pistas de atletismo, piscinas de recreo (abiertas al público el 14 de julio de 1968[113]) y pista de skateboarding.
- Complejo deportivo El Mazo: dispone de campo de fútbol (usado por el Haro Deportivo), pistas de atletismo y dos frontones. El 22 de mayo de 2009 se inauguró la piscina climatizada[114] y sobre ellas en 2011 se abrió un gimnasio municipal. Esta prevista la construcción en la zona de un polideportivo.[115]
- Campo de Golf Paisajes del Vino: está previsto que comience a construirse un campo de golf de 18 hoyos, diseñado por José María Olazábal, en la zona del antiguo poblado de Atamauri. Ira acompañado de una urbanización con 1538 viviendas, ocupando todo el complejo una superficie de 1.230.585,35 m².[116]
- Sendero del Ebro: Haro queda dentro de la red senderista de Gran Recorrido conocida como GR-99.

#### Clubes
- Club Haro Deportivo: fundado en 24 de julio de 1950.[117] En la temporada 2007/08 compite en el grupo XVI de la tercera división de España. En la temporada 2018/2019 subió a segunda división B.
- Haro Sport Club: equipo filial creado en 2013 para dar salida a los jugadores de categorías inferiores y servir de reserva para el primer equipo.
- Club Voleibol Haro: fundado en 1996. Su equipo femenino compite desde la temporada 2008/09 en Superliga.
- Club Baloncesto Haro: Compite en la liga Sénior masculina de La Rioja con el Mesón Los Berones Haro. Ha llegado a estar en Sénior nacional en años anteriores.
- Club Riojano de Aerostación: algunos de sus miembros han conseguido sobresalir en el deporte de la aerostación, como Óscar Ayala y Eduardo Losada, quienes el 6 de marzo de 2008 realizaron el vuelo de norte a sur de la península ibérica con más distancia recorrida (474 km)[118] e Iván Ayala, piloto que desde 2007 viene consiguiendo estar en los primeros puestos tanto en competiciones españolas como europeas.[119]
- Sociedad Deportiva Sparta Harense: equipo fundado en 2009. En la actualidad milita en el grupo XX de tercera división fútbol sala de La Rioja.
- River Haro Club de Fútbol: equipo de Fútbol 7 fundado en 2009. Debuta en la competición durante la temporada 2010/2011 consiguiendo el ascenso a primera división de Fútbol 7 de Miranda de Ebro.
- Club Ciclista Harense: Fundado en 1964. Agrupa a los aficionados al cicloturismo, a la bicicleta de montaña y a corredores de las categorías UCI cadete, juvenil y sub-23. Ha contado con diversos patrocinadores, siendo el más importante y actual (2012), Bodegas R. López de Heredia - Viña Tondonia. Su corredor más destacado fue Álvaro Fernández Fernández.

#### Eventos

##### Clásica ciclista Viña Tondonia
Es una prueba de ciclismo en ruta de un solo día o clásica, celebrada anualmente a finales de junio y organizada por el Club Ciclista Harense. En 2008 se disputó la edición número 36, con participación en categorías élite y sub-23. Dentro de ella queda incluido el Memorial Álvaro Fernández que en 2008 cumpliría su edición 21 y que forma parte de la Copa Ibérica como una más de las seis pruebas de las que consta dicho campeonato.

##### Cross Internacional Ciudad de Haro
Desde 1984, se viene realizando el Cross Internacional Ciudad de Haro, prueba de tipo campo a través disputada junto al recinto El Ferial en las riberas del río Oja-Tirón. Se celebra en enero. Habitualmente coincidía con el Cross Internacional de Itálica de Sevilla, pasando últimamente al cuarto domingo de enero, coincidiendo con el Cross Internacional de Donostia y el Cross Ciudad de Castellón. Cuenta anualmente con destacados corredores en categorías masculina y femenina, a pesar de compartir fecha con otras pruebas en su misma categoría. En 2012 la prueba no se celebrará debido a los recortes de presupuesto del ayuntamiento por motivo de la crisis económica.

##### Copa Internacional de Globos AerostáticosCrianza de Rioja
En agosto o septiembre desde el año 2001, se viene celebrando en la ciudad la regata de globos aerostáticos Crianza de Rioja, convirtiéndose además en 2005 y 2006 en Campeonato de Copa Internacional. En 2008 contó con la participación del piloto británcico Brian Jones, conocido por ser el primero en dar la vuelta al mundo en globo aerostático, y en la que se alzó campeón el jarrero Iván Ayala Alcalde.
En 2011 el Campeonato de España de Aerostación repite su celebración en Haro, tras haberse disputado en el año 1998. Se celebrará del 11 al 15 de agosto coincidiendo con la Copa Internacional. Como dato curioso, en 1804 los franceses Montgolfier, inventores del globo aerostático, realizaron una exhibición en la ciudad durante el mes de la vendimia.

#### Duatlón de montaña Green Cup Ciudad de Haro
En mayo desde 2004 se realiza una prueba de Duatlón de montaña entre Haro y los Riscos de Bilibio que forma parte de la Copa de La Rioja Green Cup. La organiza la agrupación MC Sport. En 2008 se celebró la quinta edición, en la que Unai Yus, de Vitoria, se hizo con el triunfo.

#### Vuelta ciclista a España
La vuelta ciclista a España ha tenido en varias ocasiones como salida o llegada la ciudad de Haro. En 1966 el primer sector de la 15.ª etapa, procedente de Vitoria y contrarreloj concluyó en Haro, en la calle la Vega. El ganador de la etapa y líder de la clasificación desde entonces hasta el fin de la edición fue Francisco Gabica. El segundo sector de esta 15.ª etapa se inició en Haro y terminó en Logroño, venciendo el neerlandés Gerben Karstens. La 15.ª etapa de la Vuelta a España 1989, disputada el 9 de mayo, comenzó en Haro y terminó en Santoña con un recorrido de unos 194 km. La etapa la ganó el alemán del oeste Peter Hilse. El 6 de septiembre de 2011 se disputó la 16.ª etapa de la Vuelta a España 2011. De recorrido llano, partió desde la villa romana La Olmeda (Pedrosa de la Vega, Palencia) para finalizar en Haro, con un recorrido de unos 186 kilómetros. Venció el argentino Juan José Haedo.

### Medios de comunicación
Desde 1985 cuenta con una emisora de radio local, que se formó bajo el grupo Antena 3 Radio y que con la absorción de este por parte del Grupo Prisa pasó a denominarse Radio Haro dentro de Cadena SER (100.7 FM).
Cuenta también con las emisoras Cadena Dial Ebro (91.4 FM) y COPE Rioja Alta (97.3 FM). Cuenta con corresponsalía del Diario La Rioja y El Correo, ambos pertenecientes al grupo Vocento.

## Personas destacadas
- Juan Manuel Martínez Ugarte (Haro 1735 - Madrid 1801): historiador conocido como Padre Risco.
- Manuel Bartolomé Cossío (Haro 1857 - Collado Mediano 1935): catedrático, maestro de maestros, historiador del Arte.
- Lucrecia Arana (Haro 1871 - Madrid 1927): cantante tiple-contralto. Se hizo muy popular por sus actuaciones en el género de la zarzuela.
- Daniel Anguiano Mangado (Haro 1882 - México 1964): sindicalista ferroviario creador del PCOE
- Ildefonso Sánchez del Río (Haro 1898 - 1980): reputado especialista en la construcción de cubiertas y grandes luces de hormigón armado. Fundó la empresa de construcción Dragados y Construcciones.
- José María Tubía Rosales (1914 - 17 de octubre de 2006): Pintor, en especial de paisajes, que recibió el Galardón de las Bellas Artes en 1999.
- Luis García Lecha (Haro 1919 - Barcelona 2005): escritor de novelas populares.
- Ángel Martín Municio (Haro 1923 - Madrid 2002): científico, presidente de la Real Academia de Ciencias Exactas, Físicas y Naturales.
- Eduardo Martínez Fajardo (Meis, 1924 - México, 4 de julio de 2019): actor de Spaghetti western. Se crio en Haro y él mismo se consideraba de la ciudad.[127]
- Enrique Paternina (Haro, 1866-1910) Pintor que inspiró a Pablo Picasso
- Manuel Ruiz Hernández (Madrid, 1934): enólogo, investigador y divulgador que desarrolló su carrera en la estación enológica de Haro. Ha hecho mucho por el vino de Rioja.
- José Miguel López (1953): Periodista y comentarista musical de Radio 3. Creador, director y presentador del programa Discópolis
- Fernando Sáez Aldana (1953): Médico especialista en Traumatología y Cirugía Ortopédica. También es escritor, con diez obras de creación literaria publicadas.
- Luis de la Fuente (1961): exfutbolista del Sevilla Fútbol Club, Athletic Club de Bilbao y Deportivo Alavés; seleccionador nacional de España
- Isidro Aguillo (1963): Documentalista científico y director del Laboratorio de Cibermetría del CSIC, creador de una Clasificación Académica de Universidades.
- Ana Ibáñez (1981): periodista y presentadora del canal 24 Horas (TVE).
- Ernesto Tubía (1975): escritor
- Haroo Youtuber